# Francesco Petrarca
Francesco Petrarca (Arezzo, 20 luglio 1304 – Arquà, 19 luglio 1374) è stato uno scrittore, poeta, filosofo e filologo italiano, considerato il precursore dell'umanesimo e uno dei fondamenti della letteratura italiana, soprattutto grazie alla sua opera più celebre, il Canzoniere, patrocinata quale modello di eccellenza stilistica da Pietro Bembo nei primi del Cinquecento.
Uomo slegato ormai dalla concezione della patria come mater e divenuto cittadino del mondo, Petrarca rilanciò, in ambito filosofico, l'agostinismo in contrapposizione alla scolastica e operò una rivalutazione storico-filologica dei classici latini. Fautore dunque di una ripresa degli studia humanitatis in senso antropocentrico (e non più in chiave assolutamente teocentrica), Petrarca (che ottenne la laurea poetica a Roma nel 1341) spese l'intera sua vita nella riproposta culturale della poetica e filosofia antica e patristica attraverso l'imitazione dei classici, offrendo un'immagine di sé quale campione di virtù e della lotta contro i vizi.
La storia medesima del Canzoniere, infatti, è più un percorso di riscatto dall'amore travolgente per Laura che una storia d'amore, e in quest'ottica si deve valutare anche l'opera latina del Secretum. Le tematiche e la proposta culturale petrarchesca, oltre ad aver fondato il movimento culturale umanistico, diedero avvio al fenomeno del petrarchismo, teso a imitare stilemi, lessico e generi poetici propri della produzione lirica volgare di Petrarca.

## Biografia

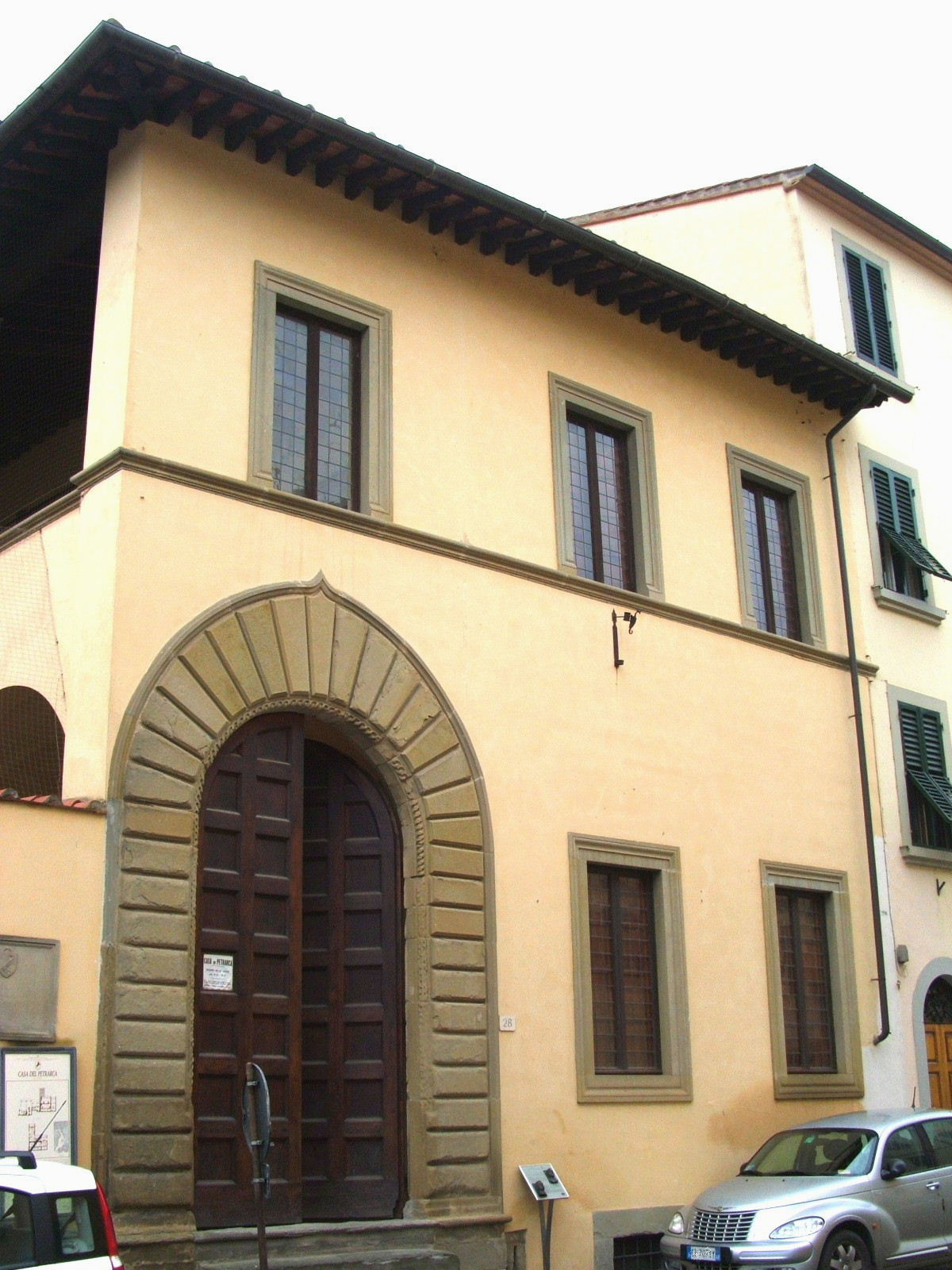
La casa natale di Francesco Petrarca ad Arezzo, in via Borgo dell'Orto 28. L'edificio, risalente al '400, viene comunemente identificato nella casa natale del poeta secondo la tradizione e l'identificazione topica data dallo stesso Petrarca nella Epistola Posteritati.

### Giovinezza e formazione

#### La famiglia
Francesco Petrarca nacque il 20 luglio 1304 ad Arezzo da ser Petracco, notaio, ed Eletta Cangiani (o Canigiani), entrambi fiorentini. Petracco, originario d'Incisa, apparteneva alla fazione dei guelfi bianchi e fu amico di Dante Alighieri, esiliato da Firenze nel 1302 per l'arrivo di Carlo di Valois, apparentemente entrato nella città toscana quale paciere di papa Bonifacio VIII, ma in realtà inviato per sostenere i guelfi neri contro quelli bianchi. La sentenza del 10 marzo 1302 emanata da Cante Gabrielli da Gubbio, podestà di Firenze, esiliava tutti i guelfi bianchi, compreso ser Petracco, che, oltre all'oltraggio dell'esilio, fu condannato al taglio della mano destra. Dopo Francesco, nacque prima un figlio naturale di ser Petracco di nome Giovanni, di cui Petrarca tacerà sempre nei suoi scritti e che diverrà monaco olivetano e morì nel 1384; poi, nel 1307, l'amato fratello Gherardo, futuro monaco certosino.

#### L'infanzia raminga e l'incontro con Dante
A causa dell'esilio paterno, il giovane Francesco trascorse l'infanzia in diversi luoghi della Toscana – prima ad Arezzo (dove la famiglia si era rifugiata in un primo tempo), poi a Incisa e Pisa – dove il padre era solito spostarsi per ragioni politico-economiche. In questa città il padre, che non aveva perso la speranza di rientrare in patria, si era riunito ai guelfi bianchi e ai ghibellini nel 1311 per accogliere l'imperatore Arrigo VII. Secondo quanto affermato dallo stesso Petrarca nella Familiares, XXI, 15 indirizzata all'amico Boccaccio, in questa città avvenne, probabilmente, il suo unico e fugace incontro con l'amico del padre, Dante.

#### Tra Francia e Italia (1312-1326)

##### Il soggiorno a Carpentras
Tuttavia, già nel 1312 la famiglia si trasferì a Carpentras, vicino ad Avignone (Francia), dove Petracco ottenne incarichi presso la Corte pontificia grazie all'intercessione del cardinale Niccolò da Prato. Nel frattempo, il piccolo Francesco studiò a Carpentras sotto la guida del letterato Convenevole da Prato (1270/75-1338), amico del padre che verrà ricordato dal Petrarca con toni d'affetto nella Seniles, XVI, 1. Alla scuola di Convenevole, presso la quale studiò dal 1312 al 1316, conobbe uno dei suoi più cari amici, Guido Sette, arcivescovo di Genova dal 1358, al quale Petrarca indirizzò la Seniles, X, 2.

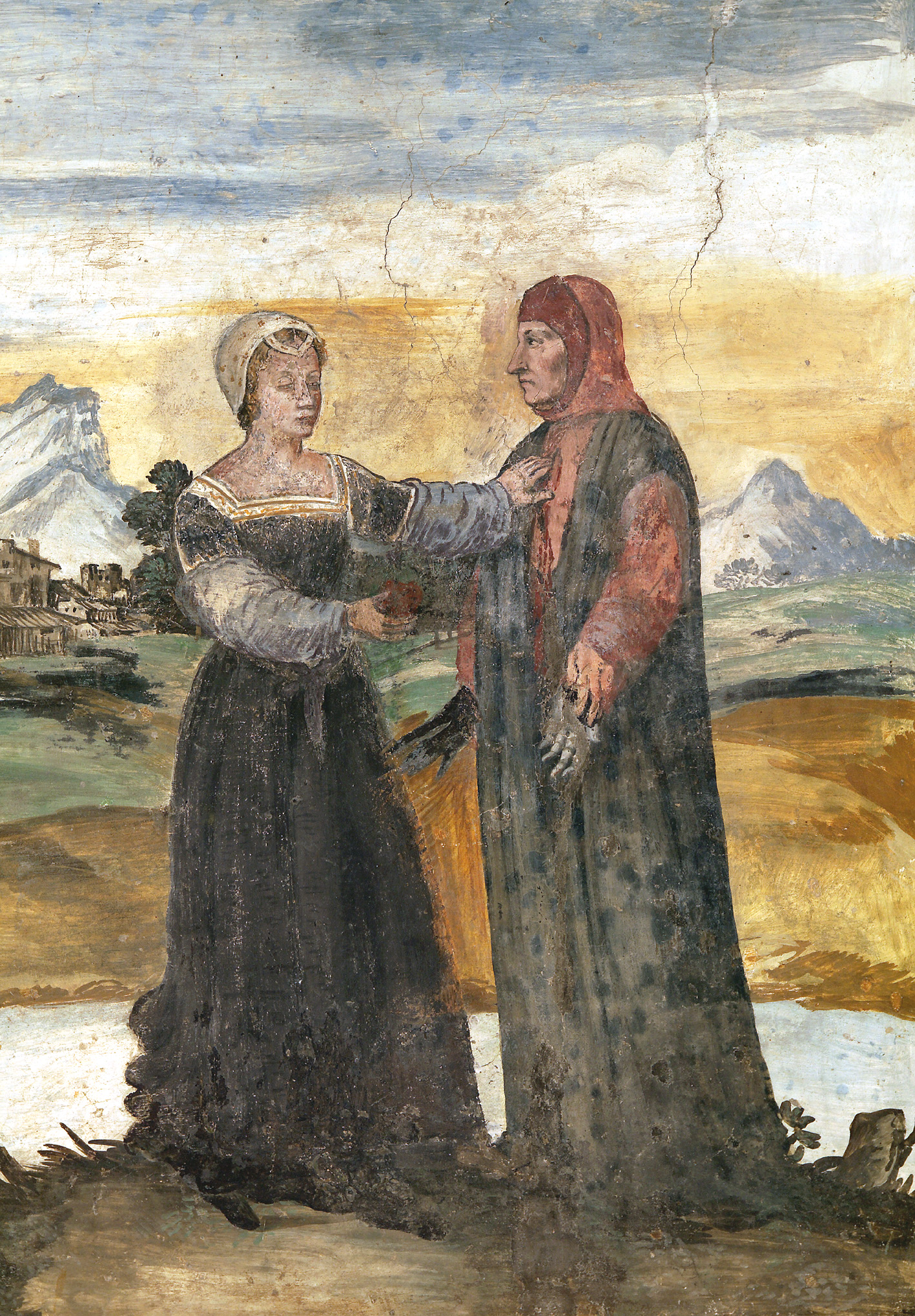
Anonimo, Laura e il Poeta, Casa di Francesco Petrarca, Arquà Petrarca (provincia di Padova). L'affresco fa parte di un ciclo pittorico realizzato nel corso del Cinquecento mentre era proprietario Pietro Paolo Valdezocco.

##### Gli studi giuridici a Montpellier e a Bologna
L'idillio di Carpentras durò fino all'autunno del 1316, allorché Francesco, il fratello Gherardo e l'amico Guido Sette furono inviati dalle rispettive famiglie a studiare diritto a Montpellier, città della Linguadoca, ricordata anch'essa come luogo pieno di pace e di gioia. Nonostante ciò, oltre al disinteresse e al fastidio provati nei confronti della giurisprudenza, il soggiorno a Montpellier fu funestato dal primo dei vari lutti che Petrarca dovette affrontare nel corso della sua vita: la morte, a soli 38 anni, della madre Eletta nel 1318 o 1319. Il figlio, ancora adolescente, compose il Breve pangerycum defuncte matris (poi rielaborato nell'epistola metrica 1, 7), in cui vengono sottolineate le virtù della madre scomparsa, riassunte nella parola latina electa.
Il padre, poco dopo la scomparsa della moglie, decise di cambiare sede per gli studi dei figli inviandoli, nel 1320, nella ben più prestigiosa Bologna, anche questa volta accompagnati da Guido Sette e da un precettore che seguisse la vita quotidiana dei figli. In questi anni Petrarca, sempre più insofferente verso gli studi di diritto, si legò ai circoli letterari felsinei, divenendo studente e amico dei latinisti Giovanni del Virgilio e Bartolino Benincasa, coltivando così i primi studi letterari e iniziando quella bibliofilia che lo accompagnò per tutta la vita. Gli anni bolognesi, al contrario di quelli trascorsi in Provenza, non furono tranquilli: nel 1321 scoppiarono violenti tumulti in seno allo Studium in seguito alla decapitazione di uno studente, fatto che spinse Francesco, Gherardo e Guido a ritornare momentaneamente ad Avignone. I tre rientrarono a Bologna per riprendervi gli studi dal 1322 al 1325, anno in cui Petrarca ritornò ad Avignone per «prendere a prestito una grossa somma di denaro», vale a dire 200 lire bolognesi spese presso il libraio bolognese Bonfigliolo Zambeccari.

### Il periodo avignonese (1326-1341)

#### La morte del padre e il servizio presso la famiglia Colonna

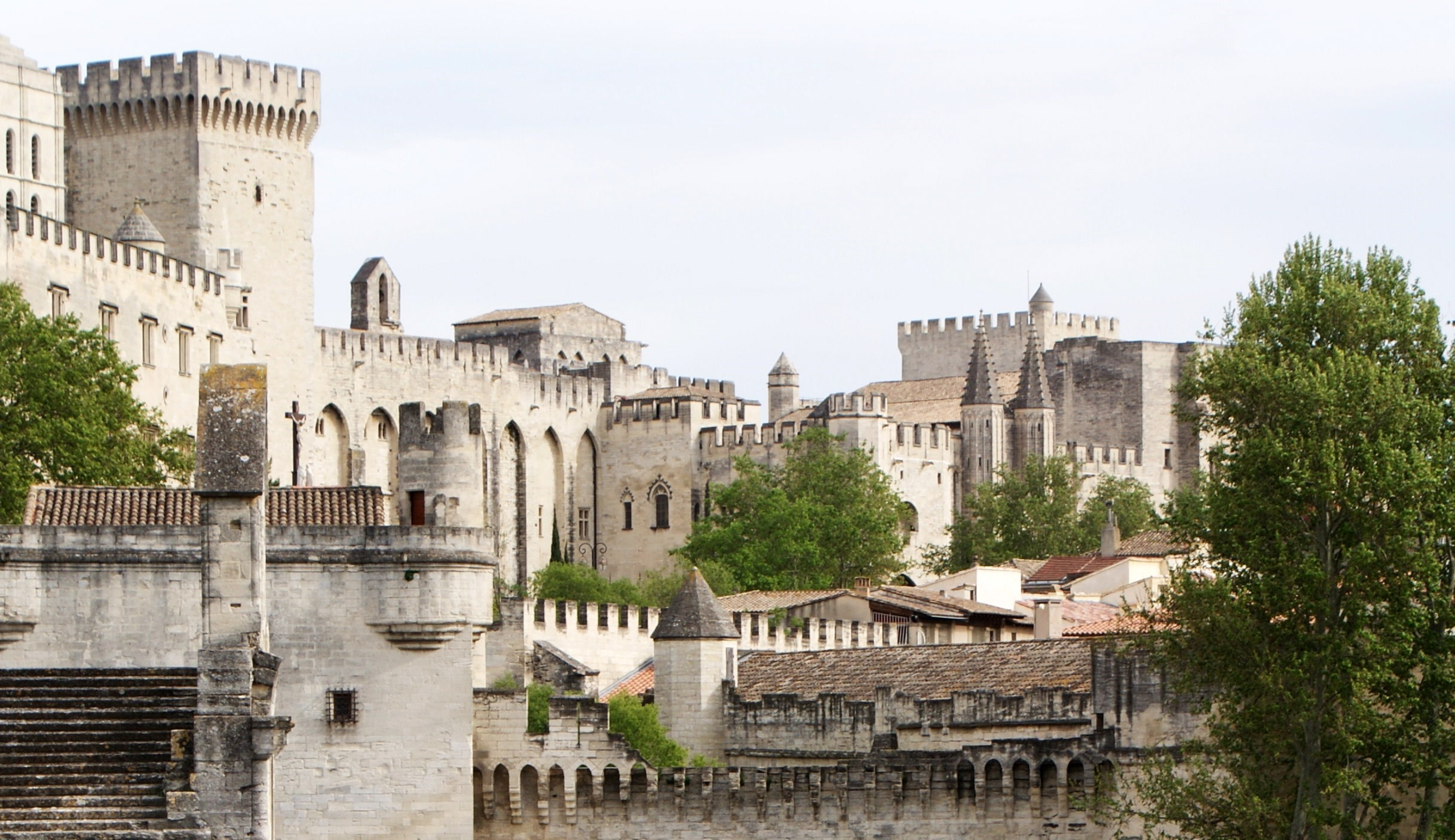
Il Palazzo dei Papi ad Avignone, residenza dei pontefici romani dal 1309 al 1377 durante la cosiddetta cattività avignonese. La città provenzale, in quegli anni centro della Cristianità, era un centro culturale e commerciale di prim'ordine, realtà che permise a Petrarca di allacciare numerosi legami con protagonisti della vita politica e culturale del primo Trecento.

Nel 1326 ser Petracco morì, permettendo a Petrarca di lasciare finalmente la facoltà di diritto a Bologna e di dedicarsi agli studi classici che sempre più lo appassionavano. Per dedicarsi a tempo pieno a quest'occupazione doveva trovare una fonte di sostentamento che gli permettesse di ottenere un qualche guadagno remunerativo: lo trovò quale membro del seguito prima di Giacomo Colonna, arcivescovo di Lombez; poi del fratello di Giacomo, il cardinale Giovanni, dal 1330. L'essere entrato a far parte della famiglia, tra le più influenti e potenti dell'aristocrazia romana, permise a Francesco di ottenere non soltanto quella sicurezza di cui aveva bisogno per iniziare i propri studi, ma anche di estendere le sue conoscenze in seno all'élite culturale e politica europea.
Difatti, in veste di rappresentante degli interessi dei Colonna, Petrarca compì, tra la primavera e l'estate del 1333, un lungo viaggio nell'Europa del Nord, spinto dall'irrequieto e risorgente desiderio di conoscenza umana e culturale che contrassegnò l'intera sua agitata biografia: fu a Parigi, Gand, Liegi, Aquisgrana, Colonia, Lione. Particolarmente importante fu la primavera/estate del 1330 allorché, nella città di Lombez, Petrarca conobbe Angelo Tosetti e il musico e cantore fiammingo Ludwig Van Kempen, il Socrate cui verrà dedicata la raccolta epistolare delle Familiares.
Poco dopo essere entrato a far parte del seguito del vescovo Giovanni, Petrarca prese gli ordini sacri, divenendo canonico, col fine di ottenere i benefici connessi all'ente ecclesiastico di cui era investito. Nonostante la sua condizione di membro del clero (è attestato che dal 1330 il Petrarca è nella condizione di chierico), ebbe comunque dei figli nati con donne ignote, figli tra cui spiccano per importanza, nella successiva vita del poeta, Giovanni (nato nel 1337), e Francesca (nata nel 1343).

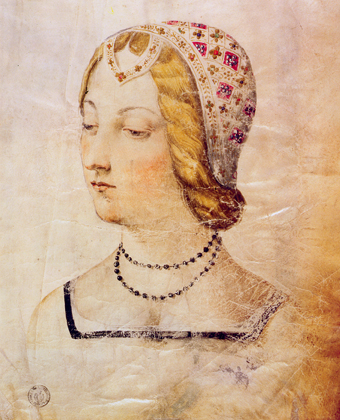
Ritratto di Laura, in un disegno conservato presso la Biblioteca Medicea Laurenziana.

#### L'incontro con Laura
Secondo quanto afferma nel Secretum, Petrarca incontrò Laura per la prima volta, nella chiesa di Santa Chiara ad Avignone, il 6 aprile del 1327 (che cadde di lunedì. Pasqua fu il 12 aprile, e il Venerdì santo il 10 aprile in quell'anno), la donna (domina) che sarà l'amore della sua vita e che sarà immortalata nel Canzoniere. La figura di Laura ha suscitato, da parte dei critici letterari, le opinioni più diverse: identificata da alcuni con una Laura de Noves coniugata de Sade (morta nel 1348 a causa della peste, come la stessa Laura petrarchesca), altri invece tendono a vedere in tale figura un senhal dietro cui nascondere la figura dell'alloro poetico (pianta che, per gioco etimologico, si associa al nome femminile), suprema ambizione del letterato Petrarca.

### L'attività filologica

#### La scoperta dei classici e la spiritualità patristica
Come accennato prima, Petrarca manifestò già durante il soggiorno bolognese una spiccata sensibilità letteraria, professando una grandissima ammirazione per l'antichità classica. Oltre agli incontri con Giovanni del Virgilio e Cino da Pistoia, importante per la nascita della sensibilità letteraria del poeta fu il padre stesso, fervente ammiratore di Cicerone e della letteratura latina. Cino da Pistoia, inoltre, è considerabile il padre, dal punto di vista stilistico, insieme allo Stilnovismo della poesia in volgare di Petrarca. Difatti ser Petracco, come racconta Petrarca nella Seniles, XVI, 1, donò al figlio un manoscritto contenente le opere di Virgilio e la Rethorica di Cicerone e, nel 1325, un codice delle Etymologiae di Isidoro di Siviglia e uno contenente le lettere di san Paolo.
In quello stesso anno, dimostrando la passione sempre crescente per la Patristica, il giovane Francesco comprò un codice del De civitate Dei di Agostino d'Ippona e, verso il 1333, conobbe e cominciò a frequentare l'agostiniano Dionigi di Borgo San Sepolcro, dotto monaco agostiniano e professore di teologia alla Sorbona, il quale regalò al giovane Petrarca un codice tascabile delle Confessiones, lettura che aumentò ancor di più la passione del Nostro per la spiritualità patristica agostiniana. Dopo la morte del padre e l'essere entrato a servizio dei Colonna, Petrarca si buttò a capofitto nella ricerca di nuovi classici, cominciando a visionare i codici della Biblioteca apostolica vaticana (ove scoprì la Naturalis historia di Plinio il Vecchio) e, nel corso del viaggio nel Nord Europa compiuto nel 1333, Petrarca scoprì e ricopiò il codice del Pro Archia poeta di Cicerone e dell'apocrifa Ad equites romanos, conservati nella Biblioteca capitolare di Liegi.

#### L'alba della filologia umanistica
Oltre alla dimensione di explorator, Petrarca cominciò a sviluppare, tra gli anni Venti e Trenta, le basi per la nascita del metodo filologico moderno, basato sul metodo della collatio, sull'analisi delle varianti (e quindi sulla tradizione manoscritta dei classici, depurandoli dagli errori dei monaci amanuensi con la loro emendatio oppure completando i passi mancanti per congettura). Sulla base di queste premesse metodologiche, Petrarca lavorò alla ricostruzione, da un lato, dell'Ab Urbe condita dello storico latino Tito Livio; dall'altro, della composizione del grande codice contenente le opere di Virgilio e che, per la sua attuale locazione, è chiamato Virgilio ambrosiano.

#### Da Roma a Valchiusa: l'Africae ilDe viris illustribus

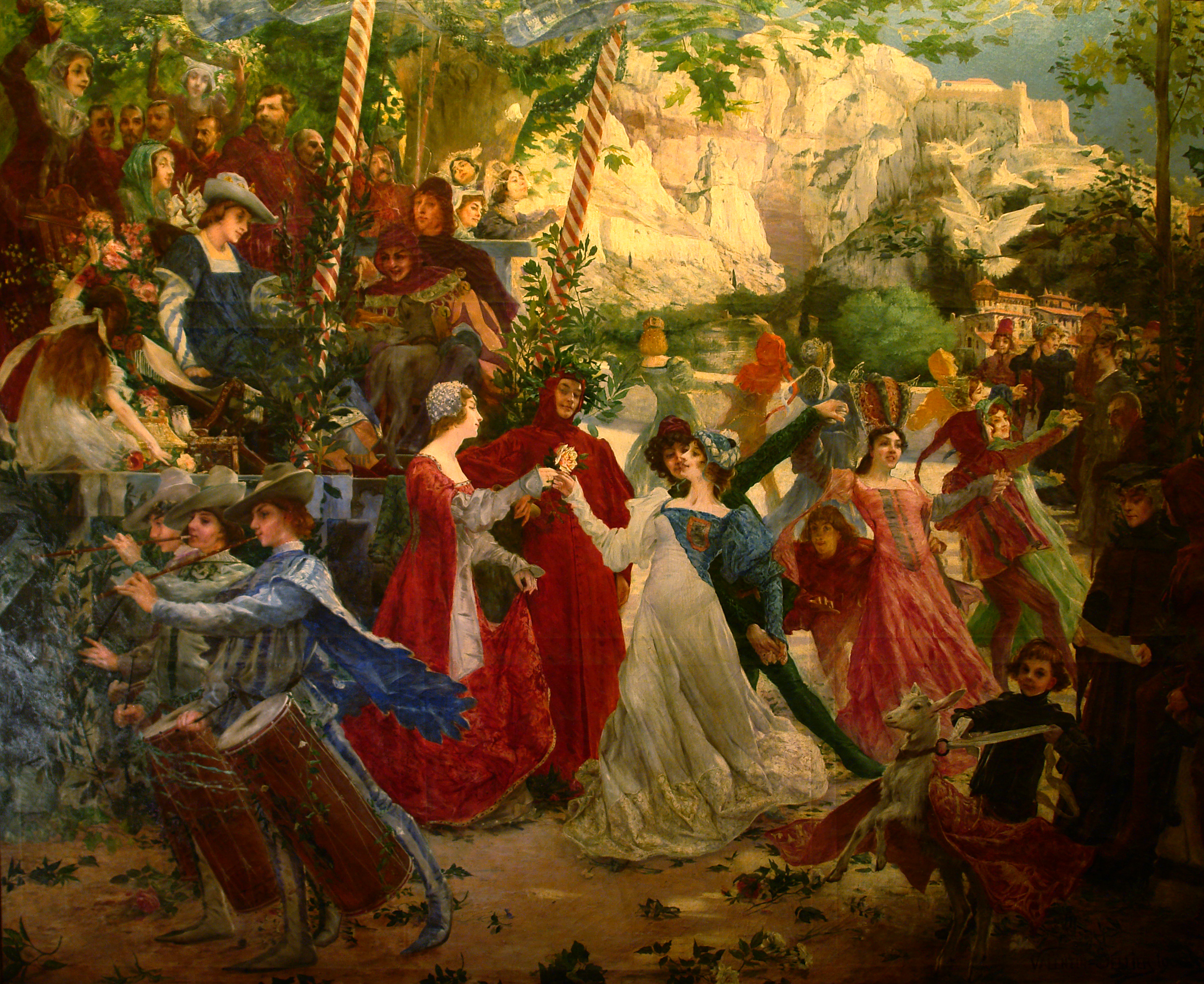
Marie Alexandre Valentin Sellier, La farandole de Pétrarque (La farandola di Petrarca), olio su tela, 1900. Sullo sfondo si può notare il Castello di Noves, nella località di Valchiusa, il luogo ameno in cui Petrarca trascorse gran parte della sua vita fino al 1351, anno in cui lasciò la Provenza per l'Italia.

Mentre portava avanti questi progetti filologici, Petrarca cominciò a intrattenere con papa Benedetto XII (1334-1342) un rapporto epistolare (Epistolae metricae I, 2 e 5) con cui esortava il nuovo pontefice a ritornare a Roma e continuò il suo servizio presso il cardinale Giovanni Colonna, su concessione del quale poté intraprendere un viaggio a Roma, dietro richiesta di Giacomo Colonna che desiderava averlo con sé. Giuntovi sul finire di gennaio del 1337, nella Città Eterna Petrarca poté toccare con mano i monumenti e le antiche glorie dell'antica capitale dell'Impero romano, rimanendone estasiato. Rientrato nell'estate del 1337 in Provenza, Petrarca comprò una casa a Valchiusa, appartata località sita nella valle della Sorgue, nel tentativo di sfuggire alla frenetica attività avignonese, ambiente che lentamente cominciò a detestare in quanto simbolo della corruzione morale in cui era caduto il Papato. Valchiusa (che durante le assenze del giovane poeta era affidata al fattore Raymond Monet di Chermont) fu anche il luogo ove Petrarca poté concentrarsi nella sua attività letteraria e accogliere quel piccolo cenacolo di amici eletti (a cui si aggiunse il vescovo di Cavaillon, Philippe de Cabassolle) con cui trascorrere giornate all'insegna del dialogo colto e della spiritualità.
(Pacca, pp. 34-35)
Fu in questo periodo appartato che Petrarca, forte della sua esperienza filologico-letteraria, incominciò a stendere le due opere che sarebbero dovute diventare il simbolo della rinascenza classica: l'Africa e il De viris illustribus. La prima, poema epico volto a ricalcare le orme virgiliane, narra dell'impresa militare romana della seconda guerra punica, incentrata sulle figure di Scipione l'Africano, a partire dal Somnium Scipionis di Cicerone. La seconda, invece, è un medaglione di 36 vite di uomini illustri improntata sul modello liviano e quello floriano. La scelta di comporre un'opera in versi e un'opera in prosa, ricalcanti i modelli sommi dell'antichità nei due rispettivi generi letterari e intesi a recuperare, oltre alla veste stilistica, anche quella spirituale degli antichi, diffusero presto il nome di Petrarca al di là dei confini provenzali, giungendo in Italia.

### Tra l'Italia e la Provenza (1341-1353)

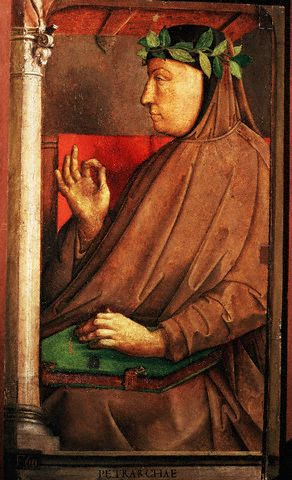
Giusto di Gand, Francesco Petrarca, pittura, XV secolo, Galleria Nazionale delle Marche, Urbino. L'alloro con cui Petrarca fu incoronato rivitalizzò il mito del poeta laureato, figura che diventerà un'istituzione pubblica in Paesi quali il Regno Unito.

#### L'incoronazione poetica
Il nome di Petrarca quale uomo eccezionalmente colto e grande letterato fu diffuso grazie all'influenza della famiglia Colonna e dell'agostiniano Dionigi. Se i primi avevano influenza presso gli ambienti ecclesiastici e gli enti a essi collegati (quali le Università europee, tra le quali spiccava la Sorbona), padre Dionigi fece conoscere il nome dell'Aretino presso la corte del re di Napoli Roberto d'Angiò, presso il quale fu chiamato in virtù della sua erudizione.
Petrarca, approfittando della rete di conoscenze e di protettori di cui disponeva, pensò di ottenere un riconoscimento ufficiale per la sua attività letteraria innovatrice a favore dell'antichità, patrocinando così la sua incoronazione poetica. Difatti, nella Familiares, II, 4, Petrarca confidò al padre agostiniano la sua speranza di ricevere l'aiuto del sovrano angioino per realizzare questo suo sogno, intessendone le lodi.
Nel contempo, il 1º settembre del 1340, per mezzo del proprio cancelliere Roberto de' Bardi, la Sorbona fece arrivare al Nostro l'offerta di un'incoronazione poetica a Parigi; proposta che, nel pomeriggio dello stesso giorno, giunse analoga dal Senato di Roma. Su consiglio di Giovanni Colonna, Petrarca, che desiderava essere incoronato nell'antica capitale dell'Impero romano, accettò la seconda offerta, accogliendo poi l'invito di re Roberto di essere esaminato da lui stesso a Napoli prima di arrivare a Roma per ottenere la sospirata incoronazione.
Le fasi di preparazione per il fatidico incontro con il sovrano angioino durarono tra l'ottobre 1340 e i primi giorni del 1341 se il 16 febbraio Petrarca, accompagnato dal signore di Parma Azzo da Correggio, si mise in viaggio per Napoli col fine di ottenere l'approvazione del colto sovrano angioino. Giunto nella città partenopea a fine febbraio, fu esaminato per tre giorni da re Roberto che, dopo averne constatato la cultura e la preparazione poetica, acconsentì all'incoronazione a poeta in Campidoglio per mano del senatore Orso dell'Anguillara. Ad ulteriore conferma del valore del poeta, il sovrano volle prestargli un suo preziosissimo mantello da indossare durante la cerimonia d’incoronazione. Se conosciamo da un lato sia il contenuto del discorso di Petrarca (la Collatio laureationis), sia la certificazione dell'attestato di laurea da parte del Senato romano (il Privilegium lauree domini Francisci Petrarche, che gli conferiva anche l'autorità per insegnare e la cittadinanza romana), la data dell'incoronazione è incerta: tra quanto affermato da Petrarca e quanto poi testimoniato da Boccaccio, la cerimonia d'incoronazione avvenne in un arco temporale tra l'8 e il 17 di aprile. Petrarca, poeta laureato, si inserisce così effettivamente nel solco dei poeti latini, aspirando, con l'Africa (rimasta incompiuta) a divenire il nuovo Virgilio. Il poema si chiude effettivamente al nono libro con il poeta Ennio che traccia profeticamente il futuro della poesia latina che trova in Petrarca stesso il suo punto di arrivo.

#### Gli anni 1341-1348

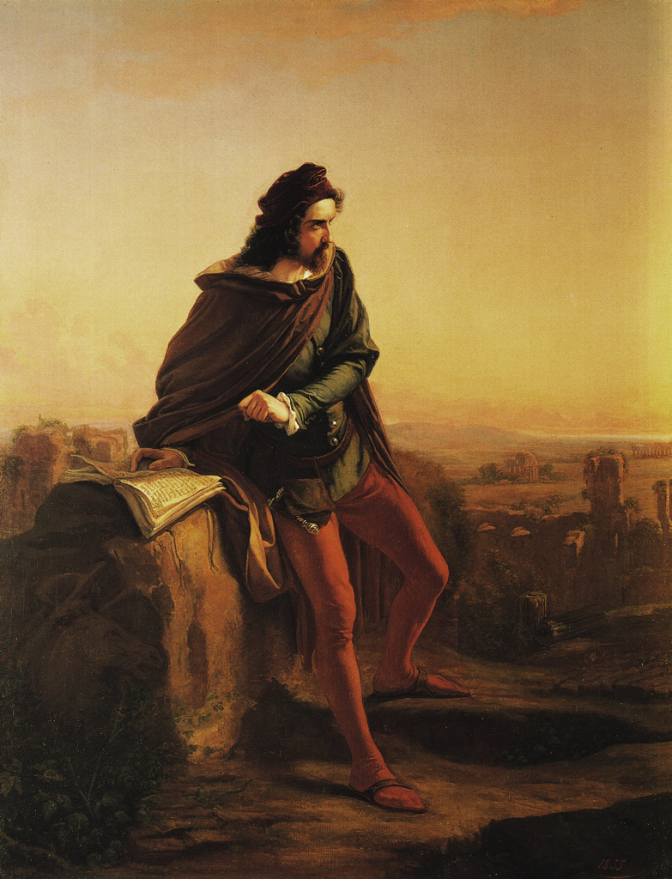
Federico Faruffini, Cola di Rienzo contempla le rovine di Roma, olio su tela, 1855, collezione privata, Pavia. Petrarca condivise con Cola il programma politico di restaurazione, per poi rimproverarlo quando accettò le imposizioni politiche della Curia avignonese, intimorita dalla sua politica demagogica.

Gli anni successivi all'incoronazione poetica, quelli compresi tra il 1341 e il 1348, furono contrassegnati da un perenne stato d'inquietudine morale, dovuta sia a eventi traumatici della vita privata, sia all'inesorabile disgusto verso la corruzione avignonese. Subito dopo l'incoronazione poetica, mentre Petrarca sostava a Parma, seppe della prematura scomparsa dell'amico Giacomo Colonna (avvenuta nel settembre del 1341), notizia che lo turbò profondamente. Gli anni successivi non recarono conforto al poeta laureato: da un lato le morti prima di Dionigi (31 marzo 1342) e, poi, di re Roberto (19 gennaio 1343) ne accentuarono lo stato di sconforto; dall'altro, la scelta da parte del fratello Gherardo di abbandonare la vita mondana per diventare monaco nella Certosa di Montrieux, spinsero Petrarca a riflettere sulla caducità del mondo.
Nell'autunno del 1342, mentre Petrarca soggiornava ad Avignone, conobbe il futuro tribuno Cola di Rienzo (giunto in Provenza quale ambasciatore del regime democratico instauratosi a Roma), col quale condivideva la necessità di ridare a Roma l'antico status di grandezza politica che, come capitale dell'antica Roma e sede del papato, le spettava di diritto.
Nello stesso anno conobbe ad Avignone Barlaam di Seminara da cui cercò di apprendere il greco. Il Petrarca si adoperò per fargli assegnare la diocesi di Gerace da papa Clemente VI il 2 ottobre dello stesso 1342.
Nel 1346 Petrarca fu nominato canonico del Capitolo della cattedrale di Parma, mentre nel 1348 fu nominato arcidiacono. La caduta politica di Cola nel 1347, favorita specialmente dalla famiglia Colonna, sarà la spinta decisiva da parte di Petrarca per abbandonare i suoi antichi protettori: fu infatti in quell'anno che lasciò, ufficialmente, l'entourage del cardinale Giovanni.
A fianco di queste esperienze private, il cammino dell'intellettuale Petrarca fu invece caratterizzato da una scoperta importantissima. Nel 1345, dopo essersi rifugiato a Verona in seguito all'assedio di Parma e la caduta in disgrazia dell'amico Azzo da Correggio (dicembre 1344), Petrarca scoprì nella biblioteca capitolare le epistole ciceroniane ad Brutum, ad Atticum e ad Quintum fratrem, fino ad allora sconosciute. L'importanza della scoperta consistette nel modello epistolografico che esse trasmettevano: i colloquia a distanza con gli amici, l'uso del tu al posto del voi proprio dell'epistolografia medievale e, infine, lo stile fluido e ipotattico indussero l'Aretino a comporre anch'egli delle raccolte di lettere sul modello ciceroniano e senecano, determinando la nascita delle Familiares prima, e delle Seniles poi. A questo periodo di tempo risalgono anche i Rerum memorandarum libri (lasciati incompiuti), l'avvio del De otio religioso e del De vita solitaria tra il 1346 e il 1347 che furono rimaneggiati negli anni successivi. Sempre a Verona, Petrarca ebbe modo di conoscere Pietro Alighieri, figlio di Dante, con cui intrattenne rapporti cordiali.

#### La peste nera (1348-1349)
(Delle cose familiari, prefazione, A Socrate [Ludwig van Kempen], traduzione di G. Fracassetti, 1, p. 239)
Dopo essersi slegato dai Colonna, Petrarca cominciò a cercare nuovi patroni presso cui ottenere protezione. Pertanto, lasciata Avignone insieme al figlio Giovanni (la cui educazione fu affidata al letterato e grammatico parmenense Moggio Moggi), giunse il 25 gennaio del 1348 a Verona, località dove si era rifugiato l'amico Azzo da Correggio dopo essere stato scacciato dai suoi domini, per poi giungere a Parma nel mese di marzo, dove strinse legami con il nuovo signore della città, il signore di Milano Luchino Visconti. Fu, però, in questo periodo che iniziò a diffondersi per l'Europa la terribile peste nera, morbo che causò la morte di molti amici del Petrarca: i fiorentini Sennuccio del Bene, Bruno Casini e Franceschino degli Albizzi; il cardinale Giovanni Colonna e il padre di lui, Stefano il Vecchio; e quella dell'amata Laura, di cui ebbe la notizia (avvenuta l'8 di aprile) soltanto il 19 maggio.
Nonostante il dilagare del contagio e la prostrazione psicologica in cui cadde a causa della morte di molti suoi amici, Petrarca continuò le sue peregrinazioni, alla perenne ricerca di un protettore. Lo trovò in Jacopo II da Carrara, suo estimatore che nel 1349 lo nominò canonico del duomo di Padova. Il signore di Padova intese in tal modo trattenere in città il poeta il quale, oltre alla confortevole casa, in virtù del canonicato ottenne una rendita annua di 200 ducati d'oro, ma per alcuni anni Petrarca avrebbe utilizzato questa abitazione solo occasionalmente. Difatti, costantemente in preda al desiderio di viaggiare, nel 1349 fu a Mantova, a Ferrara e a Venezia, dove conobbe il doge Andrea Dandolo.

#### L'incontro con Giovanni Boccaccio e gli amici fiorentini (1350)
Nel 1350 prese la decisione di recarsi a Roma per lucrare l'indulgenza dell'Anno giubilare. Durante il viaggio accondiscese alle richieste dei suoi ammiratori fiorentini e decise di incontrarsi con loro. L’occasione fu di fondamentale importanza non tanto per Petrarca, quanto per colui che diventerà il suo principale interlocutore durante gli ultimi vent'anni di vita, Giovanni Boccaccio. Il novelliere, sotto la sua guida, incominciò una lenta e progressiva conversione verso una mentalità e un approccio più umanistico alla letteratura, collaborando spesso con il suo venerato praeceptor in progetti culturali di ampio respiro. Tra questi ricordiamo la riscoperta del greco antico e la scoperta di antichi codici classici.

#### L'ultimo soggiorno in Provenza (1351-1353)
Tra il 1350 e il 1351, Petrarca risiedette prevalentemente a Padova, presso Francesco I da Carrara. Qui, oltre a portare avanti i progetti letterari delle Familiares e le opere spirituali iniziate prima del 1348, ricevette anche la visita di Giovanni Boccaccio (marzo 1351) in veste di ambasciatore del Comune fiorentino perché accettasse un posto di docente presso il nuovo Studium fiorentino. Poco dopo, Petrarca fu spinto a rientrare ad Avignone in seguito all'incontro con i Cardinali Eli de Talleyrand e Guy de Boulogne, latori della volontà di papa Clemente VI che intendeva affidargli l'incarico di segretario apostolico. Nonostante l'allettante offerta del pontefice, l'antico disprezzo verso Avignone e gli scontri con gli ambienti della corte pontificia (i medici del pontefice e, dopo la morte di Clemente, l'antipatia del nuovo papa Innocenzo VI) indussero Petrarca a lasciare Avignone per Valchiusa, dove prese la decisione definitiva di stabilirsi in Italia.

### Il periodo italiano (1353-1374)

#### A Milano: la figura dell'intellettuale umanista

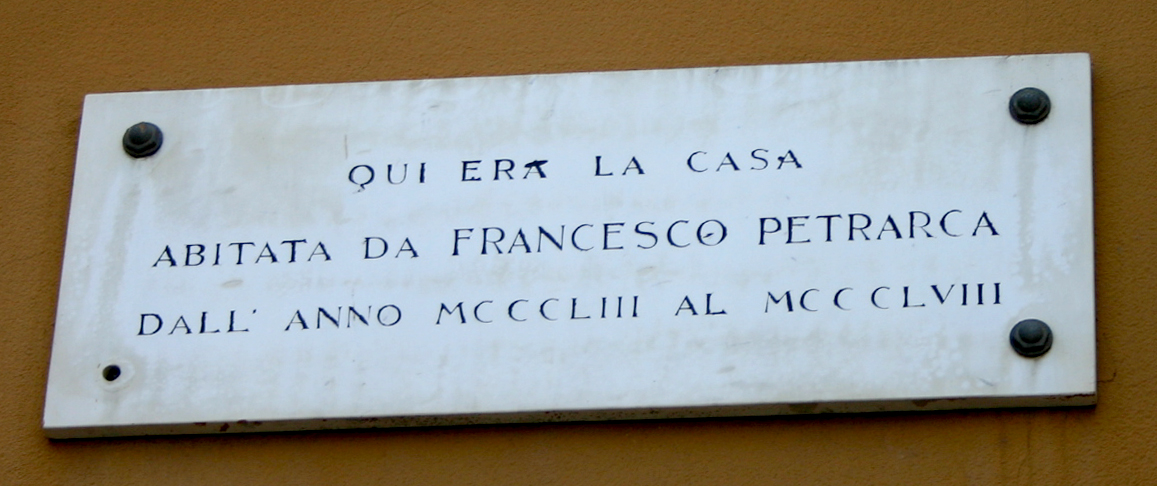
Targa commemorativa del soggiorno meneghino di Petrarca situata agli inizi di Via Lanzone a Milano, davanti alla basilica di Sant'Ambrogio.

Petrarca iniziò il viaggio verso la patria italiana nell'aprile del 1353, accogliendo l'ospitale offerta di Giovanni Visconti, arcivescovo e signore della città, di risiedere a Milano. Malgrado le critiche degli amici fiorentini (tra le quali si ricorda quella risentita del Boccaccio), che gli rimproveravano la scelta di essersi messo al servizio dell'acerrimo nemico di Firenze, Petrarca collaborò con missioni e ambascerie (a Parigi e a Venezia; l'incontro con l'imperatore Carlo IV a Mantova e a Praga) all'intraprendente politica viscontea.
Sulla scelta di risiedere a Milano piuttosto che a Firenze, bisogna ricordare l'animo cosmopolita proprio del Petrarca. Cresciuto ramingo e lontano dalla sua patria, Petrarca non risente più dell'attaccamento medievale verso la propria patria d'origine, ma valuta gli inviti fattigli in base alle convenienze economiche e politiche. Meglio, infatti, avere la protezione di un signore potente e ricco come Giovanni Visconti prima e, dopo la morte di lui nel 1354, del successore Galeazzo II, che si rallegrerebbero di avere a corte un intellettuale celebre come Petrarca. Nonostante tale scelta discutibile agli occhi degli amici fiorentini, i rapporti tra il praeceptor e i suoi discipuli si ricucirono: la ripresa del rapporto epistolare tra Petrarca e Boccaccio prima, e la visita di quest'ultimo a Milano nella casa di Petrarca situata nei pressi di Sant'Ambrogio poi (1359), sono le prove della concordia ristabilita.
Nonostante le incombenze diplomatiche, nel capoluogo lombardo Petrarca maturò e portò a compimento quel processo di maturazione intellettuale e spirituale iniziato pochi anni prima, passando dalla ricerca erudita e filologica alla produzione di una letteratura filosofica fondata da un lato sull'insoddisfazione per la cultura contemporanea, dall'altra sulla necessità di una produzione che potesse guidare l'umanità verso i principi etico-morali filtrati attraverso il neoplatonismo agostiniano e lo stoicismo cristianeggiante. Con questa convinzione interiore, Petrarca portò avanti gli scritti iniziati nel periodo della peste: il Secretum e il De otio religioso; la composizione di opere volte a fissare presso i posteri l'immagine di un uomo virtuoso i cui principi sono praticati anche nella vita quotidiana (le raccolte delle Familiares e, dal 1361, l'avviamento delle Seniles) le raccolte poetiche latine (Epistolae Metricae) e quelle volgari (i Triumphi e i Rerum Vulgarium Fragmenta, alias il Canzoniere). Durante il soggiorno meneghino Petrarca iniziò soltanto una nuova opera, il dialogo intitolato De remediis utriusque fortune (sui rimedi della cattiva e della buona sorte), in cui si affrontano problematiche morali concernenti il denaro, la politica, le relazioni sociali e tutto ciò che è legato al quotidiano.

#### Il soggiorno veneziano (1362-1367)

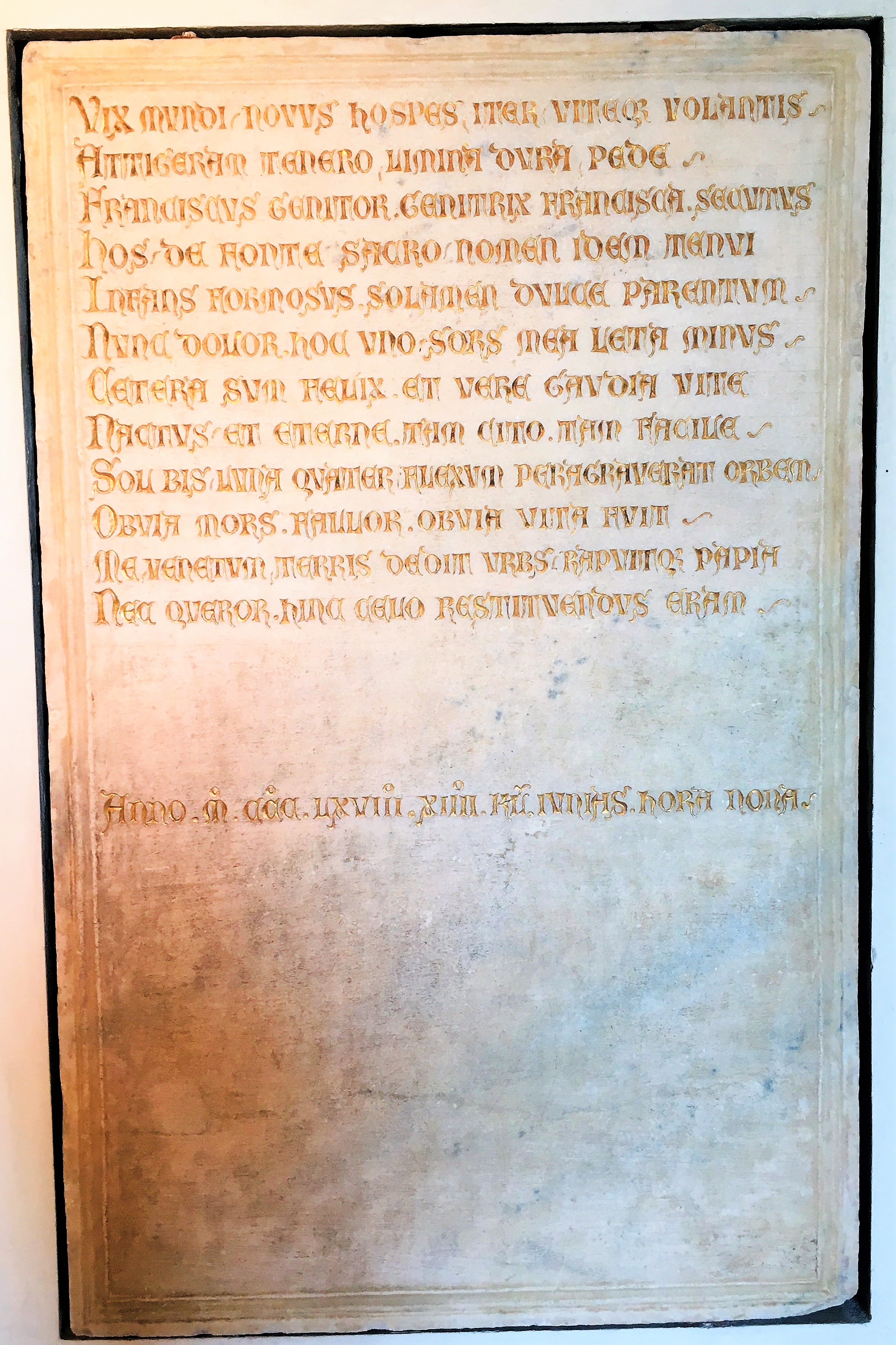
Epigrafe dettata dal Petrarca per la tomba del nipote, Pavia, Musei Civici.

Nel giugno del 1361, per sfuggire alla peste, Petrarca abbandonò Milano per Padova, città da cui nel 1362 fuggì per lo stesso motivo. Nonostante la fuga da Milano, i rapporti con Galeazzo II Visconti rimasero sempre molto buoni, tanto che trascorse l'estate del 1369 nel castello visconteo di Pavia in occasione di trattative diplomatiche. A Pavia seppellì il piccolo nipote di due anni, ﬁglio della ﬁglia Francesca, nella chiesa di San Zeno e per lui compose un'epigrafe ancor oggi conservata nei Musei Civici. Nel 1362, quindi, Petrarca si recò a Venezia, città dove si trovava il caro amico Donato degli Albanzani e dove la Repubblica gli concesse in uso Palazzo Molin delle due Torri (sulla Riva degli Schiavoni) in cambio della promessa di donazione, alla morte, della sua biblioteca, che era allora certamente la più grande biblioteca privata d'Europa: si tratta della prima testimonianza di un progetto di "bibliotheca publica".

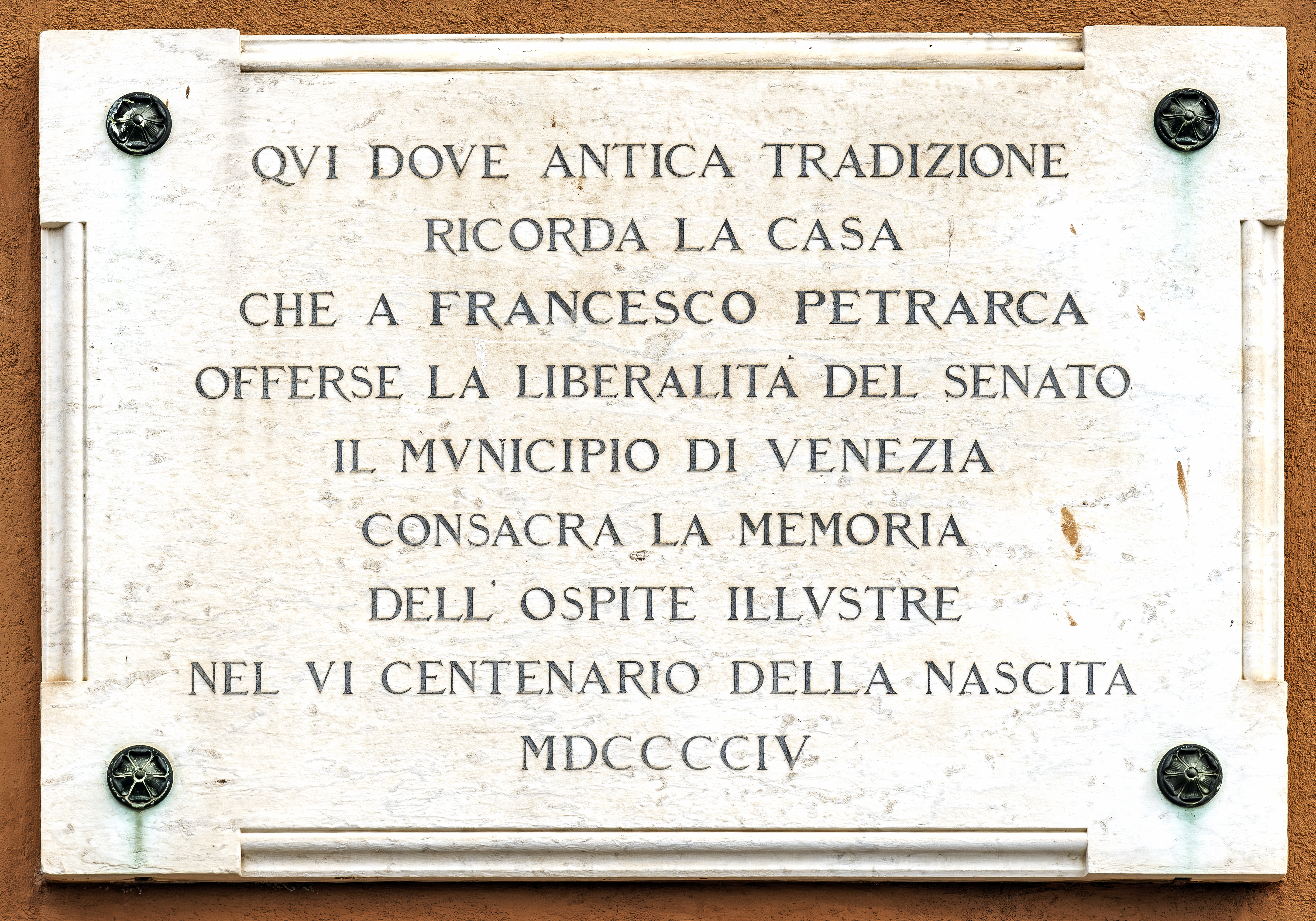
Lapide ricordo di Petrarca a Venezia sulla Riva degli Schiavoni

La casa veneziana fu molto amata dal poeta, che ne parla indirettamente nella Seniles, IV, 4 quando descrive, al destinatario Pietro da Bologna, le sue abitudini quotidiane (la lettera è datata intorno al 1364/65). Vi risiedette stabilmente fino al 1368 (tranne alcuni periodi a Pavia e Padova) e vi ospitò Giovanni Boccaccio e Leonzio Pilato. Durante il soggiorno veneziano, trascorso in compagnia degli amici più intimi, della figlia naturale Francesca (sposatasi nel 1361 con il milanese Francescuolo da Brossano), Petrarca decise di affidare al copista Giovanni Malpaghini la trascrizione in bella copia delle Familiares e del Canzoniere. La tranquillità di quegli anni fu turbata, nel 1367, dall'attacco maldestro e violento mosso alla cultura, all'opera e alla figura sua da quattro filosofi averroisti che lo accusarono di ignoranza. L'episodio fu l'occasione per la stesura del trattato De sui ipsius et multorum ignorantia, in cui Petrarca difende la propria "ignoranza" in campo aristotelico a favore della filosofia neoplatonica-cristiana, più incentrata sui problemi della natura umana rispetto alla prima, intesa a indagare la natura sulla base dei dogmi del filosofo di Stagira. Amareggiato per l'indifferenza dei veneziani davanti alle accuse rivoltegli, Petrarca decise di abbandonare la città lagunare e annullare così la donazione della sua biblioteca alla Serenissima.

#### L'epilogo padovano e la morte (1367-1374)

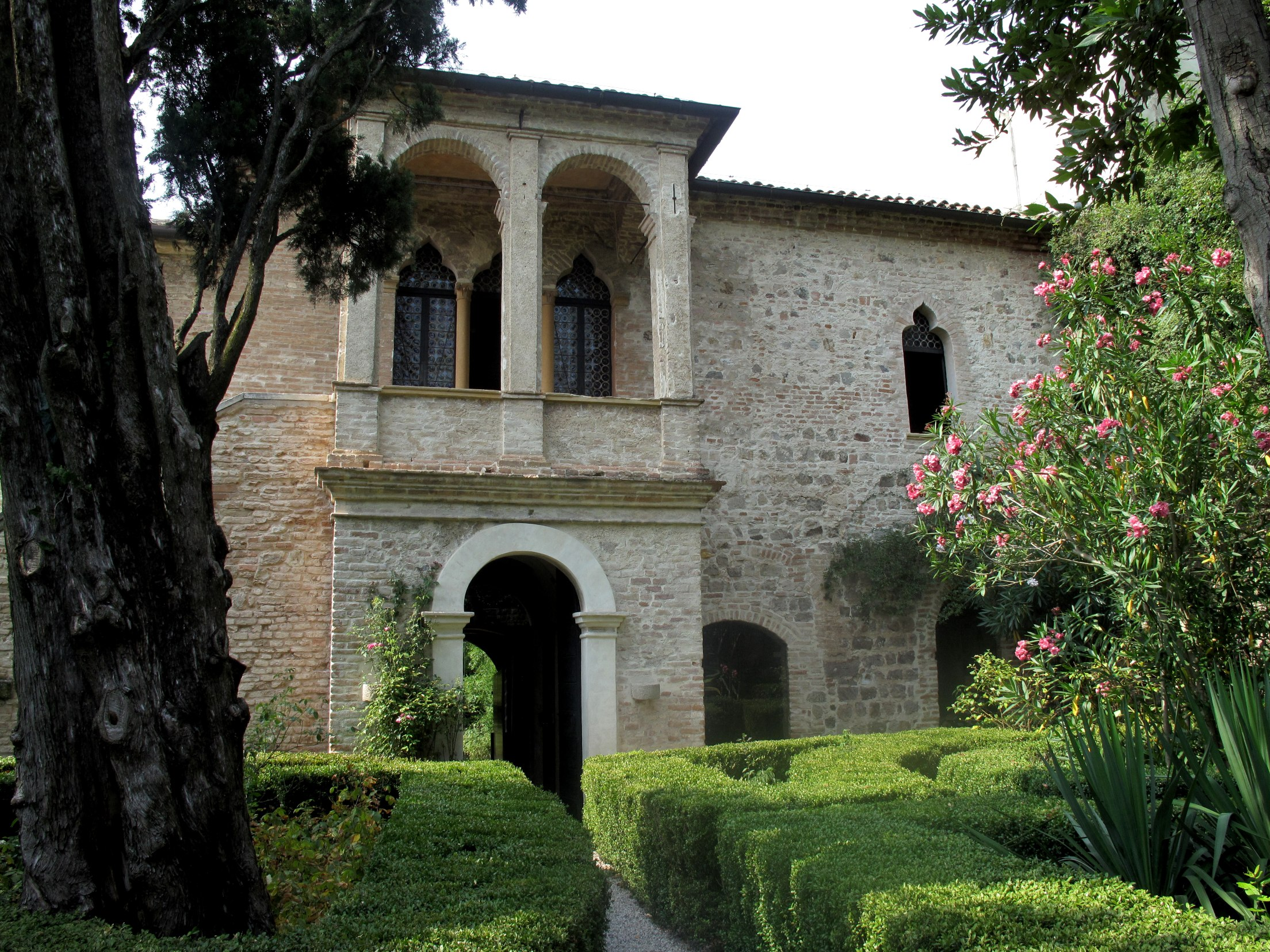
La casa di Petrarca ad Arquà Petrarca, località sita sui colli Euganei nei pressi di Padova, dove l'ormai anziano poeta trascorse gli ultimi anni di vita. Della dimora Petrarca parla nella Seniles, XV, 5.

Petrarca, dopo alcuni brevi viaggi, accolse l'invito dell'amico ed estimatore Francesco I da Carrara di stabilirsi a Padova nella primavera del 1368. È ancora visibile, in Via Dietro Duomo 26/28 a Padova, la casa canonicale di Francesco Petrarca, che fu assegnata al poeta in seguito al conferimento del canonicato. Il signore di Padova donò poi, nel 1369, una casa situata nella località di Arquà, un tranquillo paese sui colli Euganei, dove poter vivere. Lo stato della casa, però, era abbastanza dissestato e ci vollero alcuni mesi prima che potesse avvenire il definitivo trasferimento nella nuova dimora, avvenuta nel marzo del 1370. La vita dell'anziano Petrarca, che fu raggiunto dalla famiglia della figlia Francesca nel 1371, si alternò prevalentemente tra il soggiorno nella sua amata casa di Arquà e quella vicina al Duomo di Padova, allietato spesso dalle visite dei suoi vecchi amici ed estimatori, oltre a quelli nuovi conosciuti nella città veneta, tra cui si ricorda Lombardo della Seta, che dal 1367 aveva sostituito Giovanni Malpaghini quale copista e segretario del poeta laureato. In quegli anni Petrarca si mosse dal padovano soltanto una volta quando, nell'ottobre del 1373, fu a Venezia quale paciere per il trattato di pace tra i veneziani e Francesco da Carrara: per il resto del tempo si dedicò alla revisione delle sue opere e, in special modo, del Canzoniere, attività che portò avanti fino agli ultimi giorni di vita.
Colpito da una sincope, morì ad Arquà nella notte fra il 18 e il 19 luglio del 1374, esattamente alla vigilia del suo 70º compleanno e, secondo la leggenda, mentre esaminava un testo di Virgilio, come auspicato in una lettera al Boccaccio. Il frate dell'Ordine degli Eremitani di sant'Agostino Bonaventura Badoer Peraga fu scelto per tenere l'orazione funebre in occasione dei funerali, che si svolsero il 24 luglio nella chiesa di Santa Maria Assunta alla presenza di Francesco da Carrara e di molte altre personalità laiche ed ecclesiastiche.

## La tomba e le spoglie

### Il sepolcro

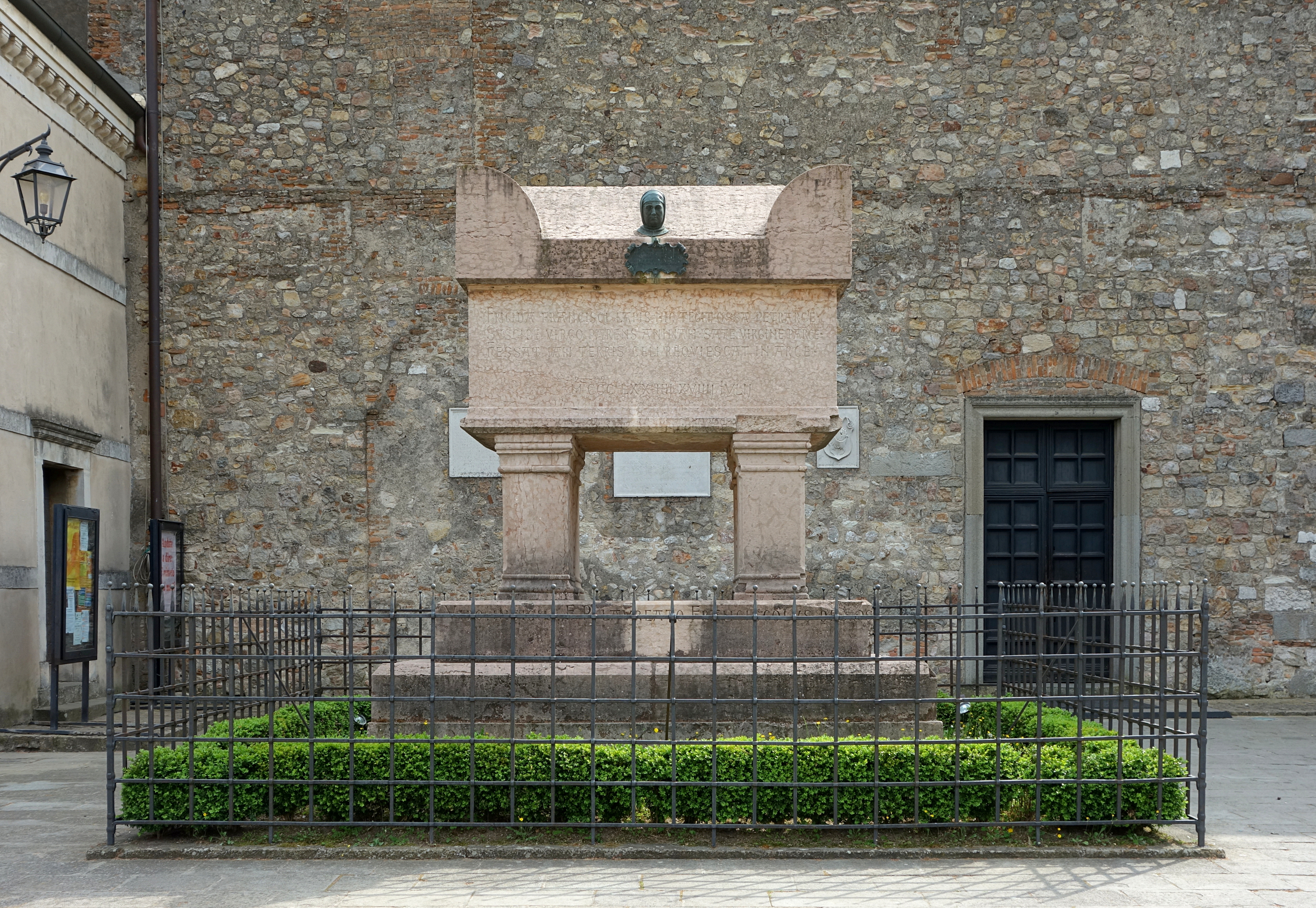
Tomba del poeta ad Arquà, nei pressi della chiesa di Santa Maria Assunta.

Per volontà testamentaria le spoglie di Petrarca furono sepolte nella chiesa parrocchiale del paese, per poi essere collocate dal genero, nel 1380, in un'arca marmorea accanto alla chiesa. Le vicende dei resti del Petrarca, come quelli di Dante, non furono tranquille. Come racconta Giovanni Canestrini in un suo volume scritto in occasione del 500º anniversario della morte del Petrarca
(Canestrini, p. 2)
 I resti trafugati non furono mai recuperati. Nel 1843 la tomba, che versava in stato pessimo, venne sottoposta a restauro del quale venne incaricato lo storico patavino Pier Carlo Leoni, impietosito dallo stato pessimo in cui il sepolcro versava. Il Leoni, però, a seguito di complicazioni burocratiche e di conflitti di competenza e questioni anche politiche, fu addirittura processato con l'accusa di "violata sepoltura".

### Il dilemma dei resti
Il 5 aprile 2004 vennero resi noti i risultati dell'analisi dei resti conservati nella tomba del poeta ad Arquà Petrarca: il cranio presente, peraltro ridotto in frammenti, una volta ricostruito, è stato riconosciuto come femminile e quindi non pertinente. Un frammento di pochi grammi del cranio, inviato a Tucson in Arizona ed esaminato con il metodo del radiocarbonio, ha inoltre consentito di accertare che il cranio femminile ritrovato nel sepolcro risale al 1207 circa. A chi sia appartenuto e perché si trovasse nella tomba del Petrarca è ancora un mistero, come un mistero è dove sia finito il vero cranio del poeta. Lo scheletro è stato invece riconosciuto come autentico: esso riporta alcune costole fratturate; Petrarca fu infatti ferito da una cavalla con un calcio al costato.

## Pensiero e poetica

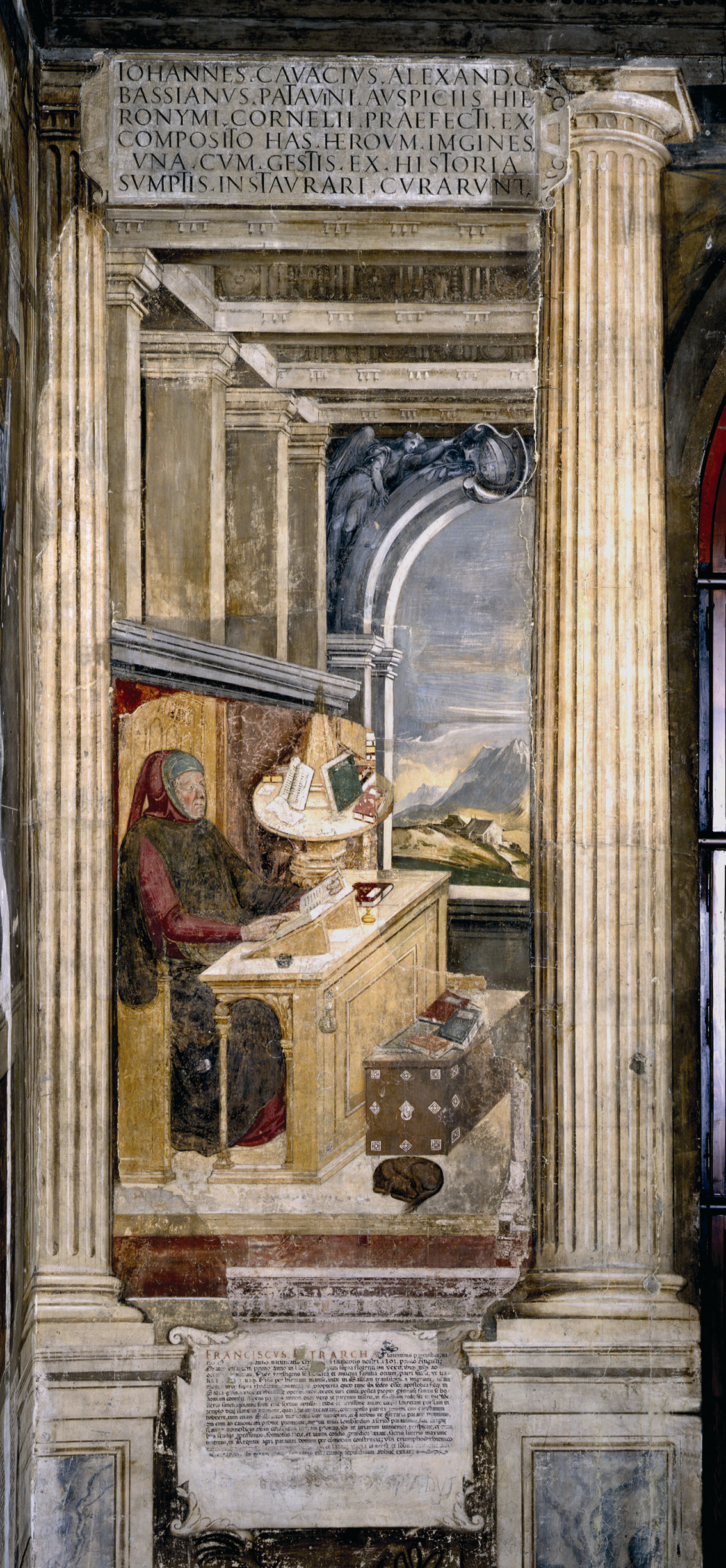
Anonimo, Francesco Petrarca nello studium, affresco murale, ultimo quarto del secolo XIV, Reggia Carrarese, Sala dei Giganti, Padova.

### Il messaggio petrarchesco

#### Il concetto dihumanitas
Petrarca, fin dalla giovinezza, manifestò sempre un'insofferenza innata nei confronti della cultura a lui coeva. Come già ricordato nella sezione biografica, la sua passione per l'agostinismo da un lato, e per i classici latini "liberati" dalle interpretazioni allegoriche medievali dall'altro, pongono Petrarca come l'iniziatore dell'umanesimo che, nel corso del XV secolo, si svilupperà prima in Italia, e poi nel resto d'Europa. Nel De remediis utriusque fortune, ciò che interessa maggiormente a Petrarca è l'humanitas, cioè l'insieme delle qualità che danno fondamento ai valori più umani della vita, con un'ansia di meditazione e di ricerca tra erudita ed esistenziale intesa a indagare l'anima in tutte le sue sfaccettature. Di conseguenza, Petrarca pone al centro della sua riflessione intellettuale l'essere umano, spostando l'attenzione dall'assoluto teocentrismo (tipico della cultura medievale) all'antropocentrismo moderno.

#### Petrarca e i classici
Fondamentale, nel pensiero petrarchesco, è la riscoperta dei classici. Già conosciuti nel Medioevo, erano stati oggetto però di una rivisitazione in chiave cristiana, che non teneva quindi conto del contesto storico-culturale in cui le opere erano state scritte. Per esempio, la figura di Virgilio fu vista come quella di un mago/profeta, capace di profetizzare, nell'Ecloga IV delle Bucoliche, la nascita di Cristo, anziché quella di Asinio Gallo, figlio del politico romano Asinio Pollione: un'ottica che Dante accolse pienamente nel Virgilio della Commedia. Petrarca, rispetto ai suoi contemporanei, rifiuta il travisamento dei classici operato fino a quel momento, ridando loro quella patina di storicità e di inquadramento culturale necessaria per stabilire con essi un colloquio costante, come fece nel libro XXIV delle Familiares:
(Guglielmino-Grosser, p. 182)
Oltre alle epistole, all'Africa e al De viris illustribus, Petrarca operò tale riscoperta attraverso il metodo filologico da lui ideato tra il 1325 e il 1337 e la ricostruzione dell'opera liviana e la composizione del Virgilio ambrosiano. Altro aspetto da cui traspare questo innovativo approccio alle fonti e alle testimonianze storico-letterarie si avverte, anche, nell'ambito della numismatica, della quale Petrarca è ritenuto il precursore.

##### La ricostruzione delleDecadi liviane

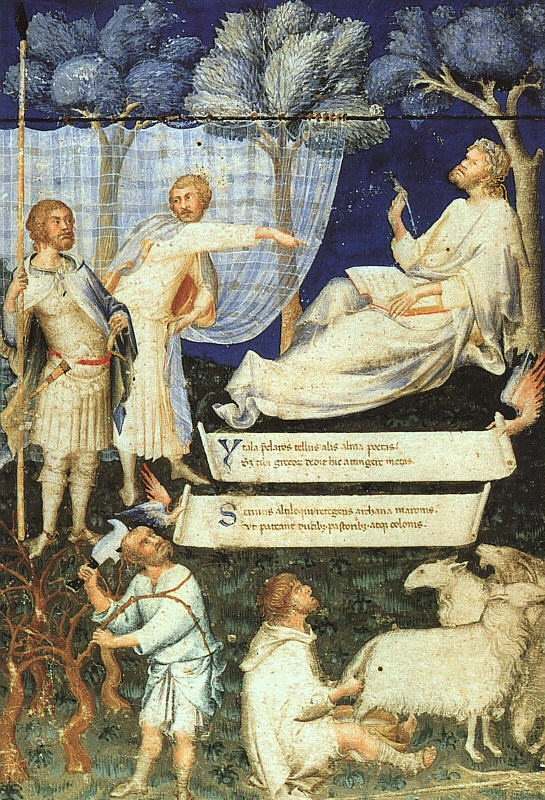
Primo foglio del Virgilio ambrosiano di Petrarca, miniato da Simone Martini e conservato presso la Pinacoteca Ambrosiana di Milano.

Per quanto riguarda la prima opera, Petrarca decise di riunire le varie decadi (cioè i libri di cui l'opera è composta) allora conosciute (I, III e IV decade) in un unico codice, l'attuale codice Harleiano 2193, conservato ora al British Museum di Londra. Il giovane Petrarca si dedicò a quest'opera di collazione per cinque anni, dal 1325 al 1330, grazie a un lavoro di ricerca e di enorme pazienza. Nel 1326, Petrarca prese la terza decade (tramandata da un manoscritto risalente al XIII secolo), correggendola e integrandola ora con un manoscritto veronese del X secolo vergato dal dotto vescovo Raterio, ora con una lezione conservata nella Biblioteca Capitolare della Cattedrale di Chartres, il Parigino Latino 5690 acquistato dal vecchio canonico Landolfo Colonna, contenente anche la quarta decade. Quest'ultima fu poi corretta su un codice risalente al secolo precedente e appartenuto al preumanista padovano Lovato Lovati (1240-1309). Infine, dopo aver raccolto anche la prima decade, Petrarca poté procedere a riunire gli sparsi lavori di recupero nel 1330.

##### IlVirgilio Ambrosiano
L'impresa riguardante la costruzione del Virgilio ambrosiano è invece molto più complessa. Iniziato già quand'era in vita il padre Petracco, il lavoro di collazione portò alla nascita di un codice composto di 300 fogli manoscritti che conteneva l'omnia virgiliana (Bucoliche, Georgiche ed Eneide commentati dal grammatico Servio del VI secolo), al quale furono aggiunte quattro Odi di Orazio e l'Achilleide di Stazio. Le vicende di tale manoscritto sono assai travagliate. Sottrattogli nel 1326 dagli esecutori testamentari del padre, il Virgilio ambrosiano verrà recuperato solo nel 1338, data in cui Petrarca commissionò al celebre pittore Simone Martini una serie di miniature che lo abbellirono esteticamente. Alla morte del Petrarca il manoscritto finì nella biblioteca dei Carraresi a Padova, tuttavia, nel 1388, Gian Galeazzo Visconti conquistò Padova e il codice fu inviato, insieme ad altri manoscritti del Petrarca, a Pavia, nella Biblioteca Visconteo Sforzesca situata nel castello di Pavia. Nel 1471 Galeazzo Maria Sforza ordinò al castellano di Pavia di prestare, per 20 giorni, il manoscritto allo zio Alessandro signore di Pesaro, poi il Virgilio Ambrosiano tornò a Pavia. Nel 1499, Luigi XII conquistò il Ducato di Milano e la biblioteca Visconteo-Sforzesca venne trasferita in Francia, dove ancora si conservano, nella Biblioteca nazionale di Francia, circa 400 manoscritti provenienti da Pavia. Tuttavia il Virgilio Ambrosiano fu sottratto al saccheggio francese da un certo Antonio di Pirro. Sappiamo che a fine Cinquecento si trovava a Roma, ed era di proprietà del cardinal Agostino Cusani, fu poi acquistato da Federico Borromeo per l'Ambrosiana.

#### L'umanesimo cristiano

##### La religiosità petrarchesca
Il messaggio petrarchesco, nonostante la sua presa di posizione a favore della natura umana, non si dislega dalla dimensione religiosa: difatti, il legame con l'agostinismo e la tensione verso una sempre più ricercata perfezione morale sono chiavi costanti all'interno della sua produzione letteraria e filosofica. Rispetto, però, alla tradizione medievale, la religiosità petrarchesca è caratterizzata da tre nuove accezioni prima mai manifestate: la prima, il rapporto intimo tra l'anima e Dio, un rapporto basato sull'autocoscienza personale alla luce della verità divina; la seconda, la rivalutazione della tradizione morale e filosofica classica, vista in un rapporto di continuità con il cristianesimo e non più in chiave di contrasto o di mera subordinazione; infine, il rapporto "esclusivo" tra Petrarca e Dio, che rifiuta la concezione collettiva propria della Commedia dantesca.

##### Comunanza tra valori classici e cristiani
La lezione morale degli antichi è universale e valida per ogni epoca: l'humanitas di Cicerone non è diversa da quella di Agostino, in quanto esprimono gli stessi valori, quali l'onestà, il rispetto, la fedeltà nell'amicizia e il culto della conoscenza. Sul legame spirituale tra gli antichi e i cristiani è significativo il celebre passo della morte di Magone, fratello di Annibale che, nell'Africa VI, vv. 889-913, ormai morente, pronuncia un discorso sulla vanità delle cose umane e sul valore liberatorio della morte dalle fatiche terrene che in nessun modo si discosta dal pensiero cristiano, anche se tale discorso fu criticato da molti ambienti che ritenevano una scelta infelice porre in bocca a un pagano un pensiero così cristiano. Ecco un passo del lamento di Magone:

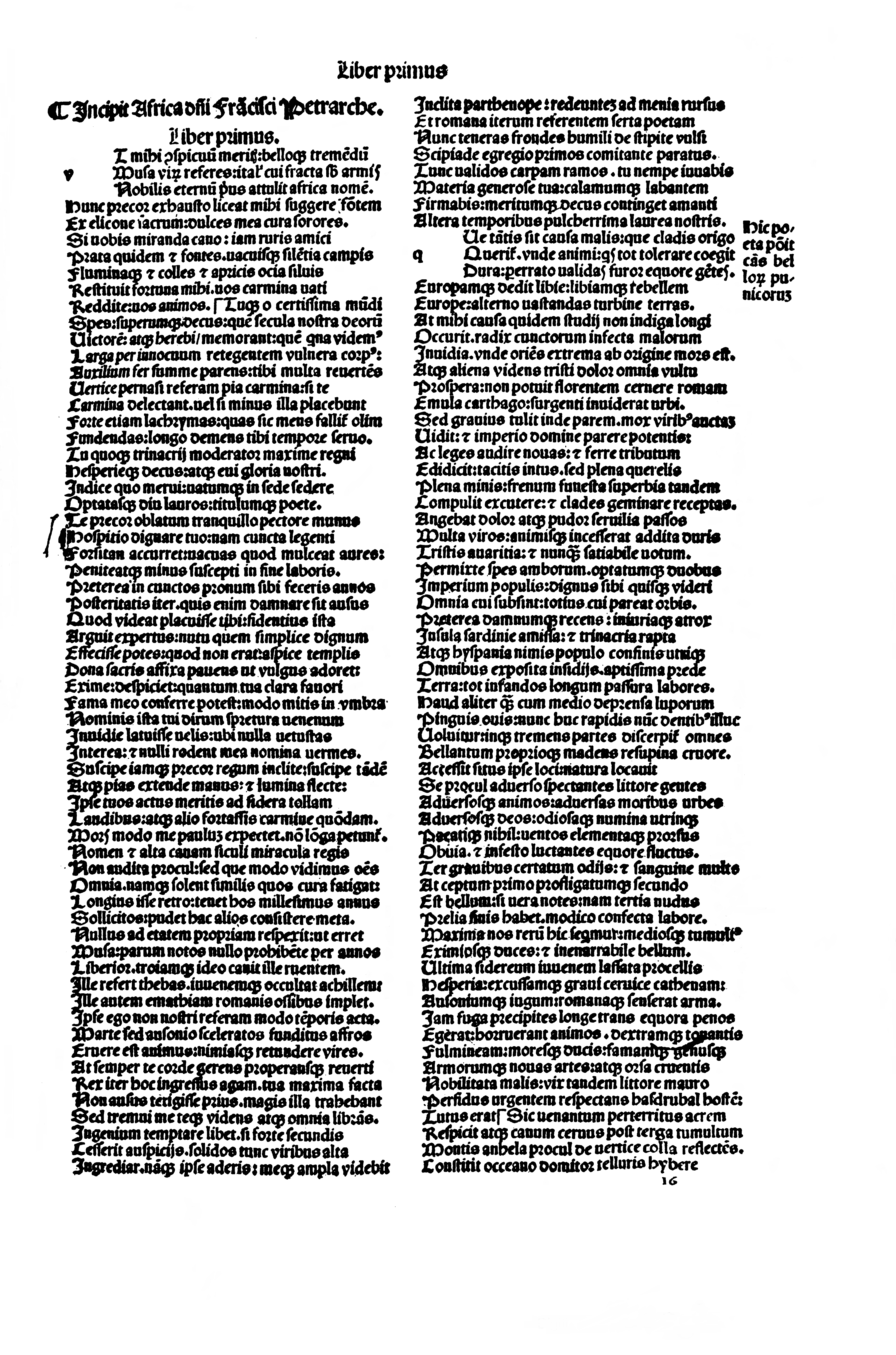
Edizione dell'Africa stampata nel 1501 a Venezia, nella stamperia di Aldo Manuzio. Nel particolare, l'Incipit del poema.

(Africa, vv. 889-898)

##### L'agostinismo delSecretume dell'Ascesa al Monte Ventoso

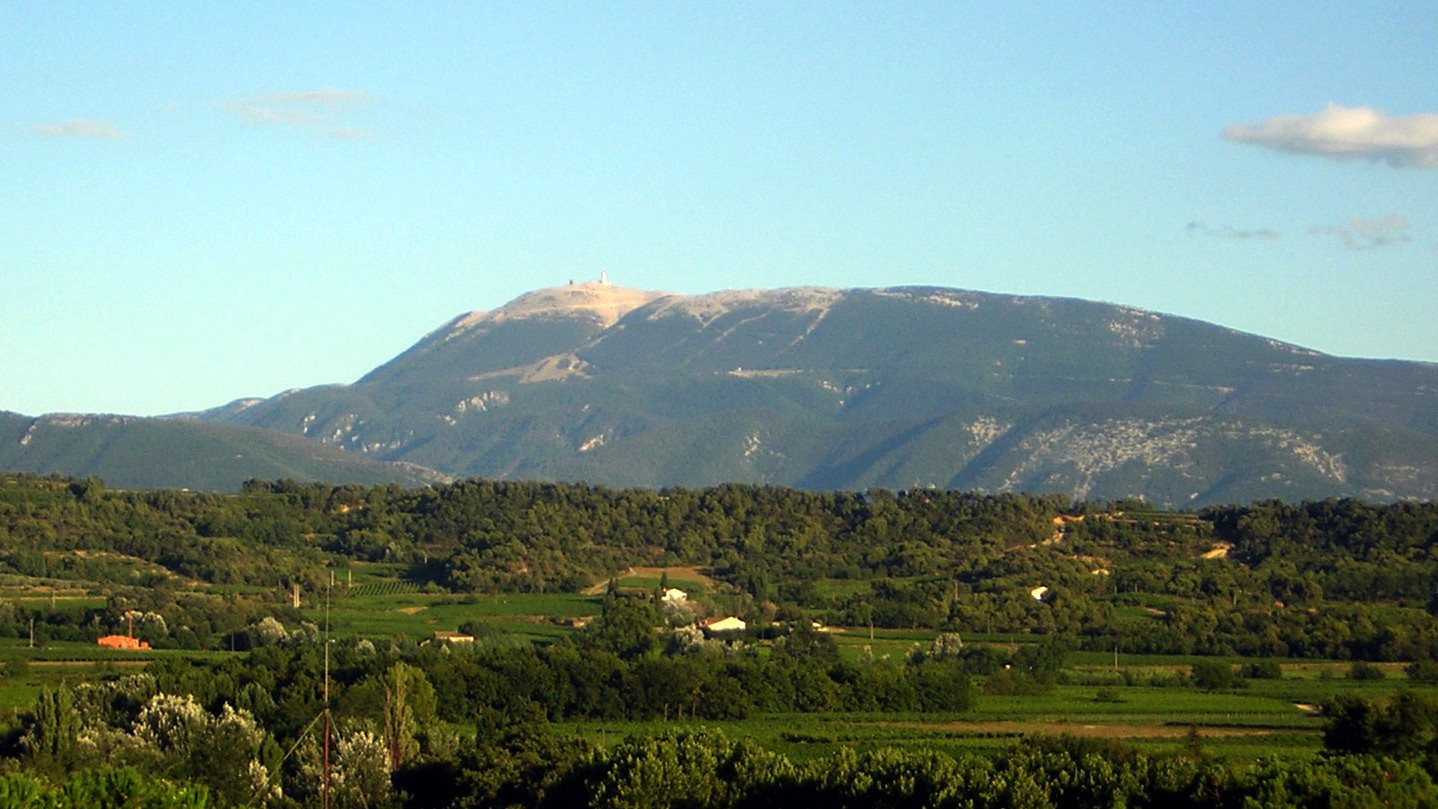
Vista del Mont Ventoux dalla località di Mirabel-aux-Baronnies.

Infine, per il suo carattere fortemente personale, l'umanesimo cristiano petrarchesco trova nel pensiero di sant'Agostino il proprio modello etico-spirituale, contrario al sistema filosofico tolemaico-aristotelico allora imperante nella cultura teologica, visto come alieno dalla cura dell'anima umana. A tal proposito, il filosofo Giovanni Reale delinea lucidamente la posizione di Petrarca verso la cultura contemporanea:
(Reale, p. 16)
L'importanza che Agostino ebbe per l'uomo Petrarca è evidente in due celebri testi letterari del Nostro: il Secretum da un lato, in cui il vescovo d'Ippona interloquisce con Petrarca spingendolo a un'acuta quanto forte analisi interiore dei propri peccati; dall'altro, il celebre episodio dell'ascesa al Monte Ventoso, narrato nella Familiares, IV, 1, inviata (seppur in modo fittizio) a Dionigi da Borgo San Sepolcro.

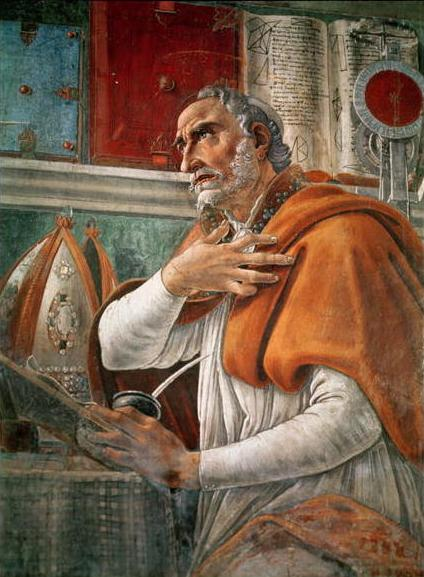
Sandro Botticelli, Sant'Agostino nello studio, affresco, 1480, Chiesa di Ognissanti, Firenze. Il vescovo d'Ippona e Dottore della Chiesa fu la guida morale del cristiano Petrarca, tanto da figurare come voce della coscienza intima del poeta nel trattato del Secretum.

#### La figura dell'intellettuale

##### Legame traoratioevita
La forte vena morale che percorre tutte le opere petrarchesche, sia latine che volgari, tende a trasmettere un messaggio di perfezione morale: il Secretum, il De remediis, le raccolte epistolari e lo stesso Canzoniere sono impregnati di questa tensione etica volta a risanare le deviazioni dell'anima attraverso la via della virtù. Tale applicazione etica negli scritti (l'oratio), però, deve corrispondere alla vita quotidiana (la vita, appunto) se l'umanista vuole trasmettere un'etica credibile ai destinatari. Prova di questo binomio essenziale è, per esempio, la Familiares, XXIV, 3 indirizzata a Marco Tullio Cicerone. In essa il poeta esprime, in un tono di amarezza e di rabbia al contempo, la scelta dell'oratore romano di essersi allontanato dall'otium letterario di Tuscolo per addentrarsi nuovamente nell'agone politico dopo la morte di Cesare e schierarsi a fianco del giovane Ottaviano contro Marco Antonio, tradendo così i principi etici esposti nei suoi trattati filosofici:
(Delle cose familiari, XXIV, 3, A M.T. Cicerone, traduzione di G. Fracassetti, 5,  p. 141)

#### L'impegno "civile" del letterato
La declinazione dell'impegno morale nella vita attiva delinea una vocazione "civile" del letterato. Tale attributo, prima ancora di intendersi come impegno nella vita politica del tempo, dev'essere compreso nella sua declinazione prettamente sociale, quale impegno del letterato nell'aiutare gli uomini contemporanei a migliorarsi costantemente attraverso il dialogo e il senso di carità nei confronti del prossimo. Oltre ai trattati morali, scritti per questo fine, si deve però anche registrare che cosa significasse per Petrarca, nella sua stessa vita, l'impegno civile. Il servizio presso i potenti di turno (i Colonna, i Da Correggio, i Visconti e poi i Da Carrara) spinse gli amici di Petrarca ad avvertirlo della minaccia che tali regnanti avrebbero potuto costituire per la sua indipendenza intellettuale; egli, però, nella famosa Epistola posteritati (Epistola ai posteri), ribadì la sua proclamata indipendenza dagli intrighi di corte:
(Ai posteri, traduzione di G. Fracassetti, 1, p. 203)

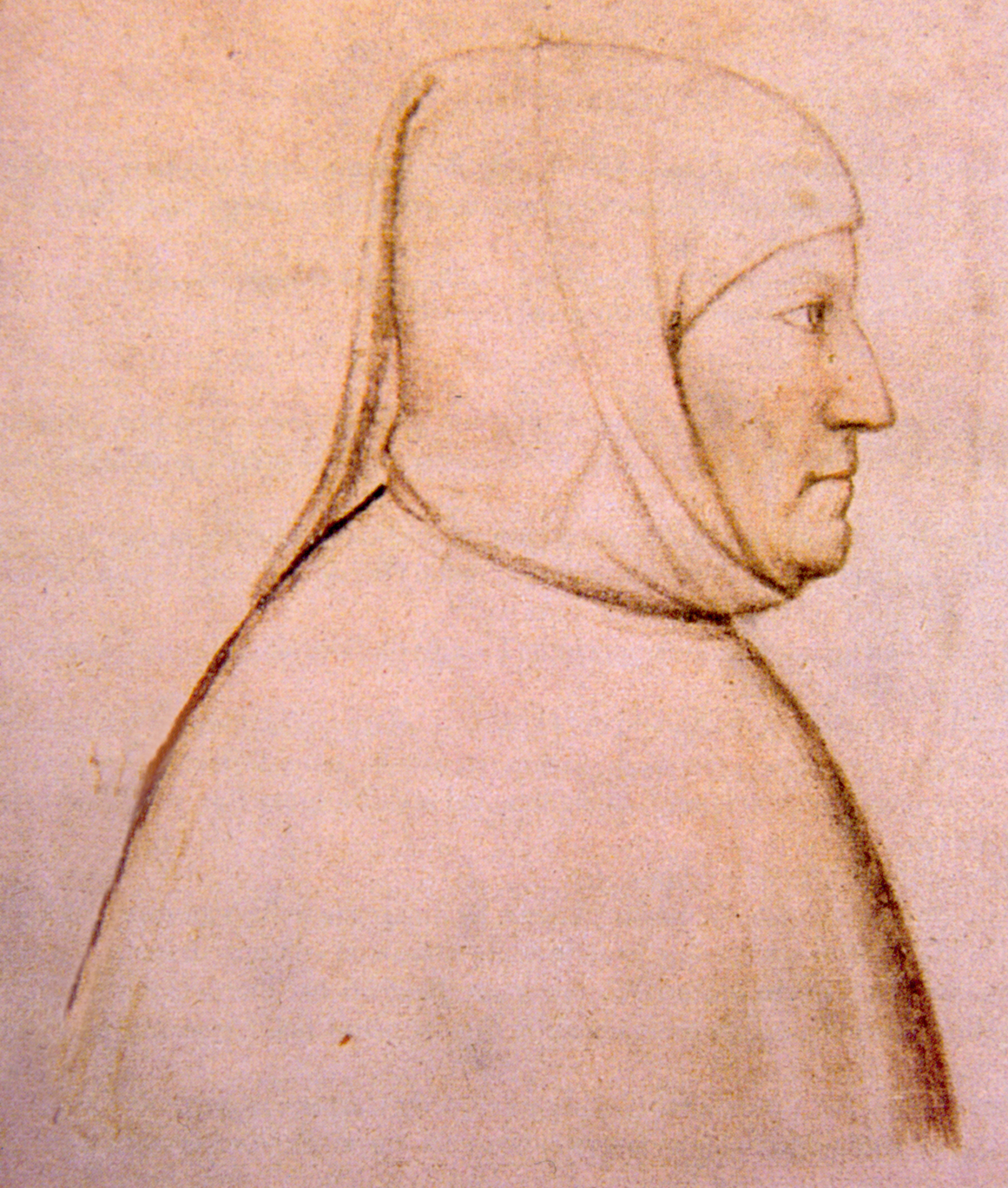
Altichiero, Ritratto di Francesco Petrarca, dal ms. lat. 6069 f della Biblioteca nazionale di Francia (Parigi), contenente il De viris illustribus'.

Nonostante l'intento autocelebrativo proprio dell'epistola, Petrarca rimarca il fatto che i potenti vollero averlo di fianco a sé per questioni di prestigio, facendo sì che il poeta finisse «per non identificarsi mai fino in fondo con le loro prese di posizione». Il legame con le corti signorili, scelte per motivazioni economiche e di protezione, gettò pertanto le basi per la figura dell'intellettuale cortigiano, modello per gli uomini di cultura nei secoli successivi. Se Dante, costretto a vagare per le corti dell'Italia centro-settentrionale, soffrì sempre per la lontananza da Firenze, Petrarca fondò, con la sua scelta di vita, il modello dell'intellettuale cosmopolita, segnando così il tramonto dell'ideologia comunale che era stata fondamento della sensibilità dantesca prima, e che in parte fu propria del contemporaneo Boccaccio.

#### L'otiumletterario
Altra caratteristica propria dell'intellettuale petrarchesco è l'otium, vale a dire il riposo. Parola latina indicante, in generale, il riposo dei patrizi romani dalle attività proprie del negotium, Petrarca la riprende rivestendola però di un significato diverso: non più riposo assoluto, ma attività intellettuale nella tranquillità di un rifugio appartato, solitario ove potersi concentrare e portare, poi, agli uomini il messaggio morale nato da questo ritiro. Questo ritiro, come è esposto nei trattati ascetici del De vita solitaria e del De otio religioso, è vicino, per sensibilità del Petrarca, ai ritiri ascetico-spirituali dei Padri della Chiesa, dimostrando quindi come l'attività letteraria sia, nel contempo, fortemente intrisa di carica religiosa.

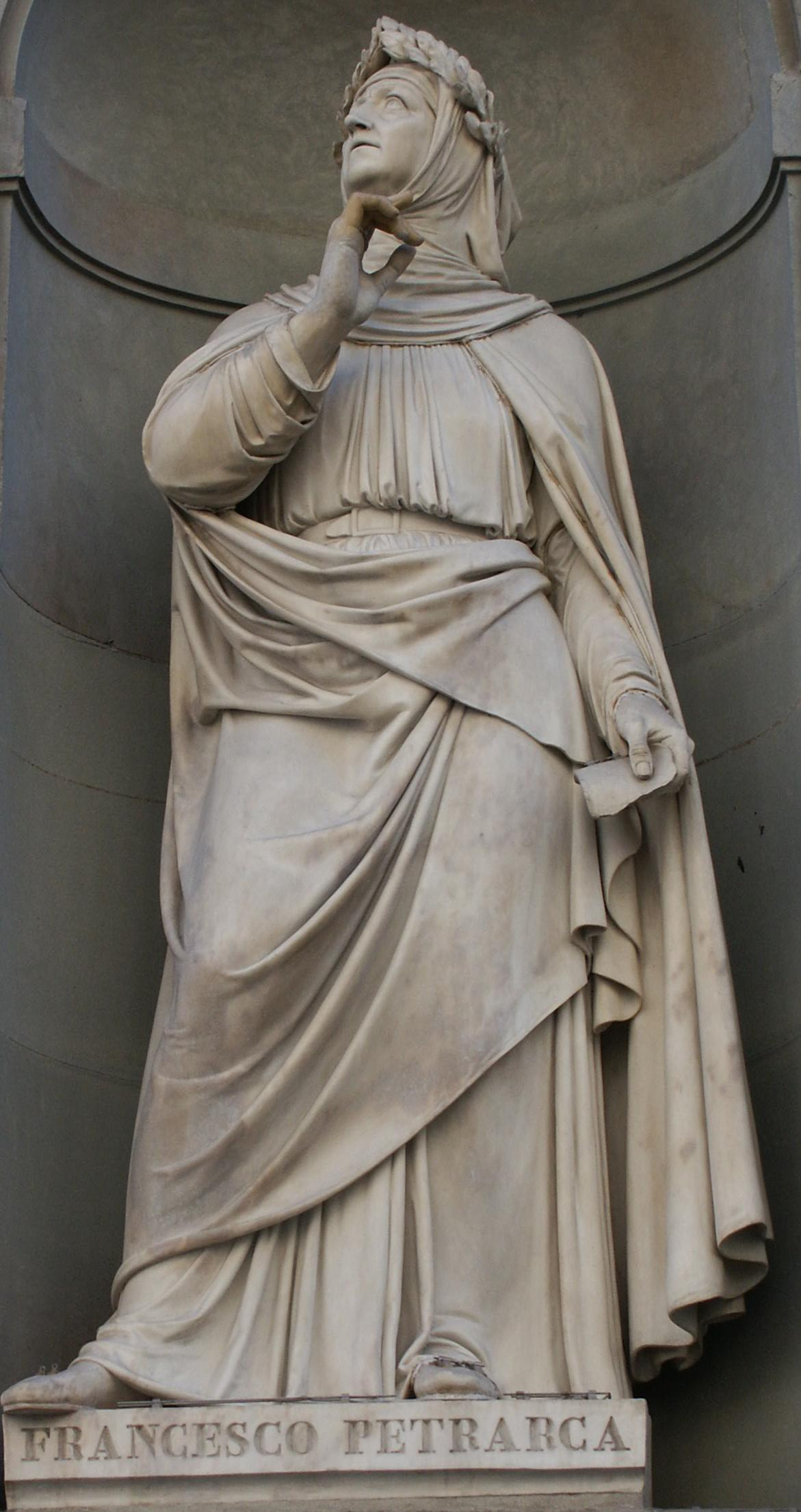
Andrea Leoni, statua di Francesco Petrarca, Loggiato degli Uffizi, Firenze.

### La lingua in Petrarca

#### Il latino e il volgare
Petrarca, con l'eccezione di due sole opere poetiche, i Triumphi e il Canzoniere, scrisse esclusivamente in latino, la lingua di quegli antichi romani di cui voleva riproporre la virtus nel mondo a lui contemporaneo. Egli credeva di raggiungere il successo con le opere in latino, ma di fatto la sua fama è legata alle opere in volgare. Al contrario di Dante, che aveva voluto affidare la sua memoria ai posteri con la Commedia, Petrarca decise di eternare il suo nome riallacciandosi ai grandi dell'antichità:
(Guglielmino-Grosser, p. 182)
Petrarca preferì usare il volgare nei momenti di pausa dall'elaborazione delle grandi opere latine. Difatti, come più volte definì le liriche che confluiranno nel Canzoniere, esse valgono quali nugae, cioè quale «elegante divertimento dello scrittore, a cui dedicò senza dubbio molte cure, ma a cui non avrebbe mai pensato di affidare quasi per intero la propria immortalità letteraria». Il volgare petrarchesco, al contrario di quello dantesco, è caratterizzato però da un'accurata selezione di termini, cui il poeta continuò a lavorare, limando le sue poesie (da qui la limatio petrarchesca) per la definizione di una poesia «aristocratica», elemento che spingerà il critico letterario Gianfranco Contini a parlare di monolinguismo petrarchesco, in contrapposizione al pluristilismo dantesco.

### Dante e Petrarca
Dalle considerazioni fatte, emerge chiaramente la profonda differenza esistente tra Petrarca e Dante: se il primo è un uomo che supera il teocentrismo medievale incentrato sulla Scolastica in nome del recupero agostiniano e dei classici "depurati" dall'interpretazione allegorica cristiana indebitamente appostavi dai commentatori medievali, Dante mostra invece di essere un uomo totalmente medievale. Oltre alle considerazioni filosofiche, i due uomini sono antitetici anche per la scelta linguistica cui legare la propria fama, per la concezione dell'amore, per l'attaccamento alla patria. Illuminante sul sentimento che Petrarca nutrì per l'Alighieri è la Familiares, XXI, 15, scritta in risposta all'amico Boccaccio, incredulo delle dicerie secondo cui Petrarca odiasse Dante. In tale lettera, Petrarca afferma che non può odiare qualcuno che egli conobbe appena e che affrontò con onore e sopportazione l'esilio, ma prende le distanze dall'ideologia dantesca, esprimendo il timore di essere "influenzato" da un così grande esempio poetico se avesse deciso di scrivere liriche in volgare, liriche che sono facilmente sottoposte allo storpiamento da parte del volgo.

## Opere

### Opere latine in versi

#### L'Africa

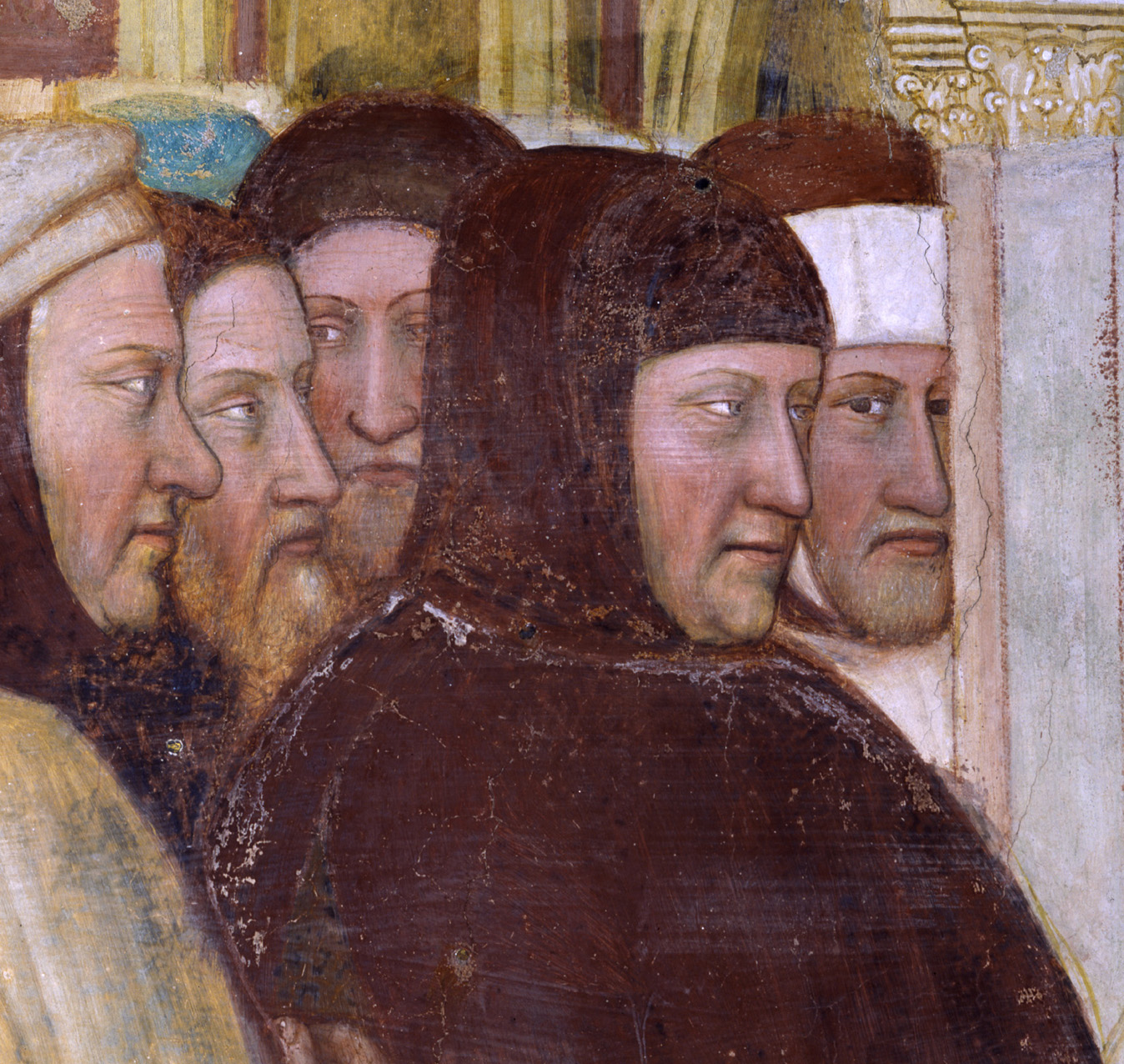
Altichiero, Ritratto di Francesco Petrarca (in primo piano) e di Lombardo della Seta, particolare tratto dall'affresco rappresentante l'episodio di San Giorgio battezza re Servio di Cirene, Oratorio di San Giorgio, 1376, Padova.

Scritto fra il 1339 e il 1342 e in seguito corretto e ritoccato, l'Africa è un poema epico che tratta della seconda guerra punica e in particolare delle gesta di Scipione. Rimasto incompiuto, è formato da nove libri, mentre avrebbe dovuto essere composto di 12 libri, secondo il modello dell'Eneide virgiliana.

#### IlBucolicum carmen
Composto fra il 1346 e il 1358 e costituito da dodici egloghe, gli argomenti spaziano fra amore, politica e morale. Anche in questo caso, l'ascendenza virgiliana è evidente dal titolo, che richiama fortemente lo stile e gli argomenti delle Bucoliche. Attualmente, la lezione del Bucolicum petrarchesco è riportata dal codice Vaticano lat. 3358.

#### LeEpistolae metricae
Scritte fra il 1333 e il 1361 e dedicate all'amico Barbato da Sulmona, sono 66 lettere in esametri, di cui alcune trattano d'amore, mentre per la maggior parte si occupano di politica, morale o di materie letterarie.

#### IPsalmi poenitentiales
Scritti nel 1347, Petrarca ne accenna nella Seniles, X, 1 a Sagremor de Pommiers. Sono una raccolta di sette preghiere basate sul modello stilistico-linguistico dei salmi davidici della Bibbia, in cui Petrarca chiede perdono per i suoi peccati e aspira al perdono della Misericordia divina.

### Opere latine in prosa

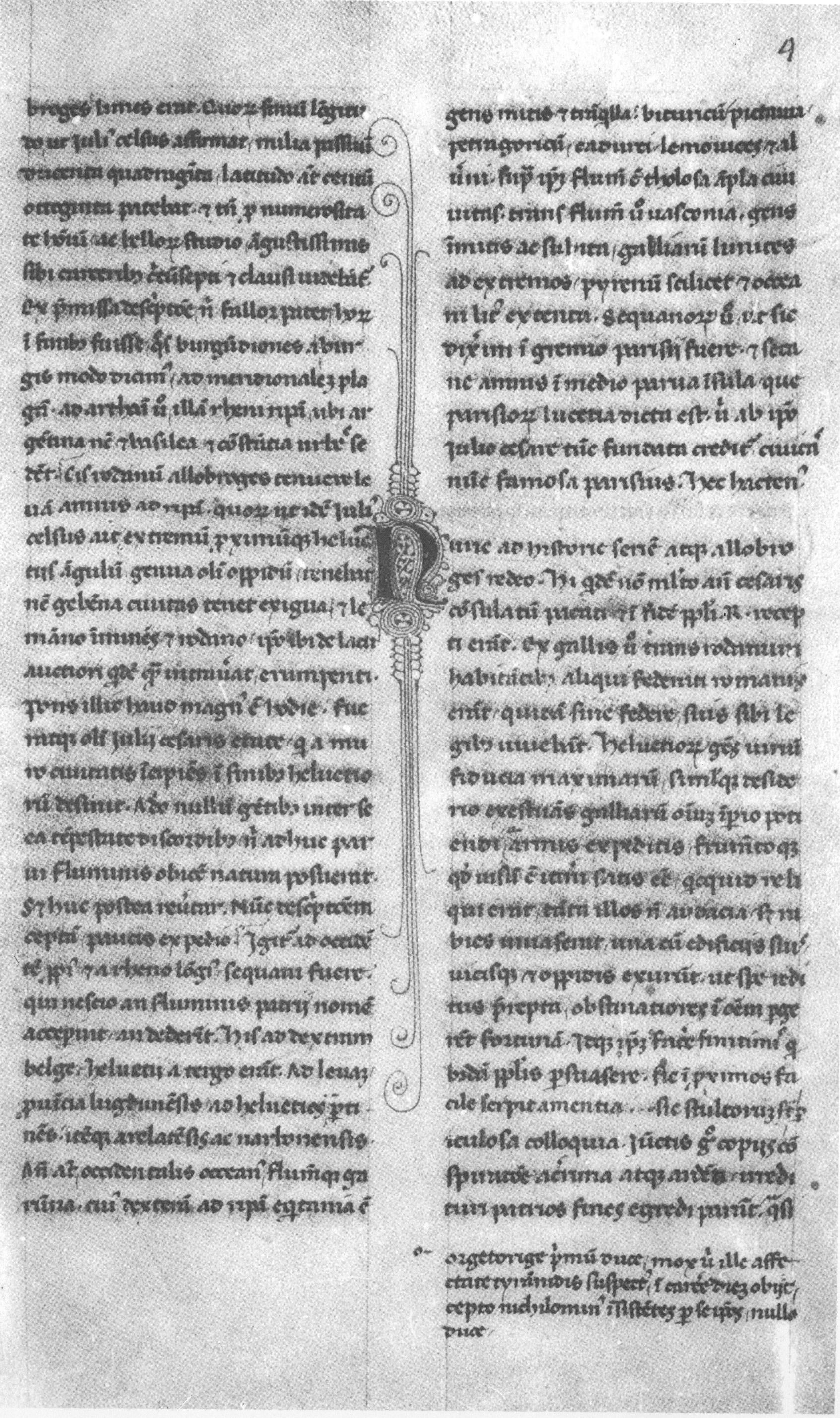
Petrarca, De viris illustribus, codice autografo custodito alla Biblioteca nazionale di Francia di Parigi, classificato come MS Lat. 5784, fol. 4r.

#### IlDe viris illustribus
Il De viris illustribus è una raccolta in prosa latina di 36 biografie di uomini illustri, redatta a partire dal 1338 e dedicata a Francesco I da Carrara signore di Padova nel 1358. Nell'intenzione originale dell'autore l'opera doveva trattare la vita di personaggi della storia di Roma da Romolo a Tito, ma arrivò solo fino a Catone il Censore. In seguito Petrarca aggiunse personaggi di tutti i tempi, cominciando da Adamo e arrivando a Ercole. L'opera rimase incompiuta e fu continuata dall'amico e discepolo padovano di Petrarca, Lombardo della Seta, fino alla vita di Traiano.

#### IRerum memorandarum libri
I Rerum memorandarum libri (Libri delle gesta memorabili) sono una raccolta di esempi storici e aneddoti a scopo d'educazione morale in prosa latina, basati sui Factorum et dictorum memorabilium libri dello scrittore latino Valerio Massimo. Iniziati verso il 1343 in Provenza, furono continuati fino al 1345, allorché Petrarca scoprì le orazioni ciceroniane a Verona, e ne fu indotto al progetto delle Familiares. Difatti, furono lasciati incompiuti dall'autore, che ne scrisse soltanto i primi 4 libri e alcuni frammenti del quinto libro.

#### IlSecretum

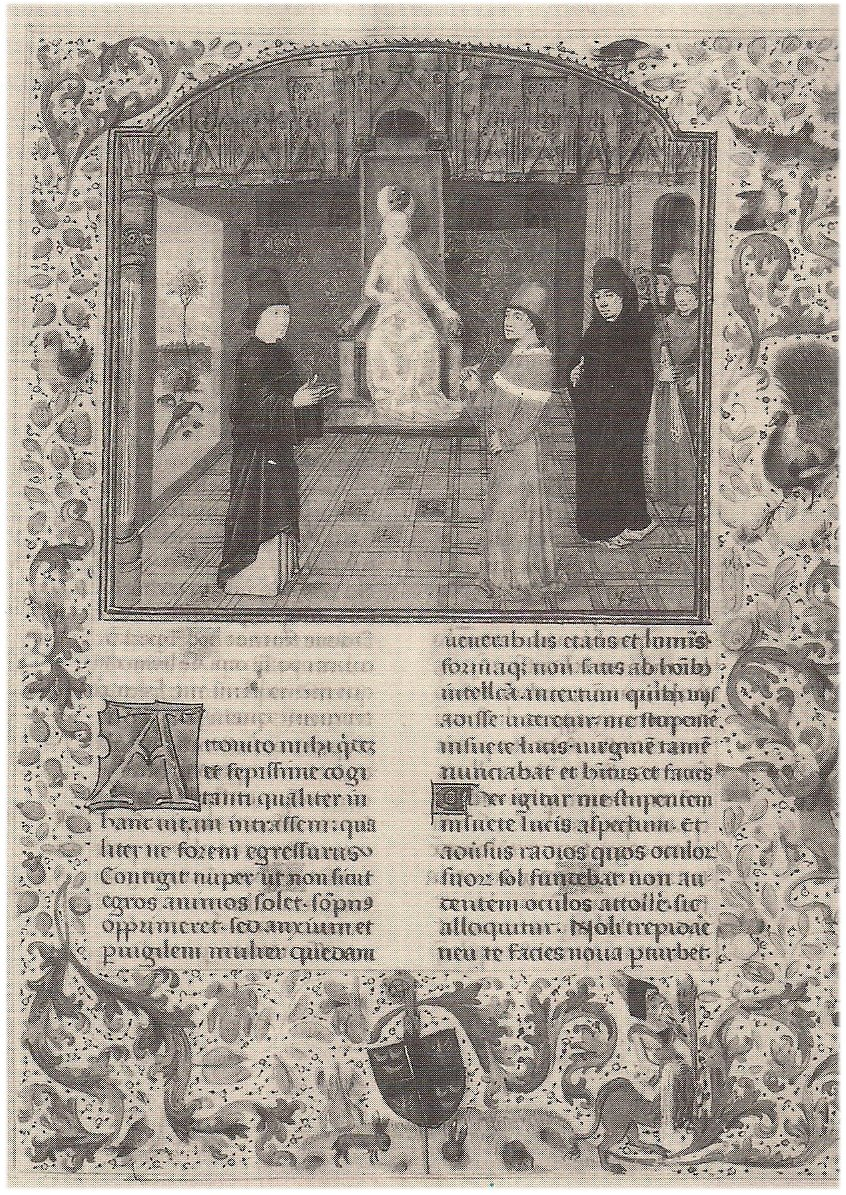
Petrarca, Secretum, Grootseminaire (Bruges), tratto dal MS 113/78 fol. Ir., realizzato nel 1470 per Jan Crabble.

Il Secretum o De secreto conflictu curarum mearum è una delle opere più celebri di Petrarca e fu composta tra il 1347 e il 1353, anche se in seguito fu riveduta. Articolato come un dialogo immaginario in tre libri tra il poeta stesso (che si fa chiamare semplicemente Francesco) e sant'Agostino, alla presenza di una donna muta che simboleggia la Verità, il Secretum consiste in una sorta di esame di coscienza personale nel quale si affrontano temi intimi del poeta, da cui il titolo dell'opera. Come emerge però nel corso della trattazione, Francesco non si mostra mai del tutto contrito dei suoi peccati (l'accidia e l'amore carnale per Laura): al termine dell'esame egli non risulterà guarito o pentito, dando così forma a quell'irrequietezza d'animo che contraddistinse la vita del Petrarca.

#### IlDe vita solitaria
Il De vita Solitaria ("La vita solitaria") è un trattato di carattere religioso e morale. Fu elaborato nel 1346, ma venne successivamente ampliato nel 1353 e nel 1366. L'autore vi esalta la solitudine, tema caro anche all'ascetismo medievale, ma il punto di vista con cui la osserva non è strettamente religioso: al rigore della vita monastica Petrarca contrappone l'isolamento operoso dell'intellettuale, dedito alle letture e alla scrittura in luoghi appartati e sereni, in compagnia di amici e di altri intellettuali. L'isolamento dello studioso in una cornice naturale che favorisce la concentrazione è l'unica forma di solitudine e di distacco dal mondo che Petrarca riuscì a conseguire, non considerandola in contrasto con i valori spirituali cristiani, in quanto riteneva che la saggezza contenuta nei libri, soprattutto nei testi classici, fosse in perfetta sintonia con quelli. Da questa sua posizione è derivata l'espressione di "umanesimo cristiano" di Petrarca.

#### IlDe otio religioso
Redatto all'incirca tra il 1347 e il 1356/57, il De otio religioso è un'esaltazione della vita monastica, dedicata al fratello Gherardo. Simile al De vita solitaria, esalta però soprattutto la solitudine legata alle regole degli ordini religiosi, definita come la migliore condizione di vita possibile.

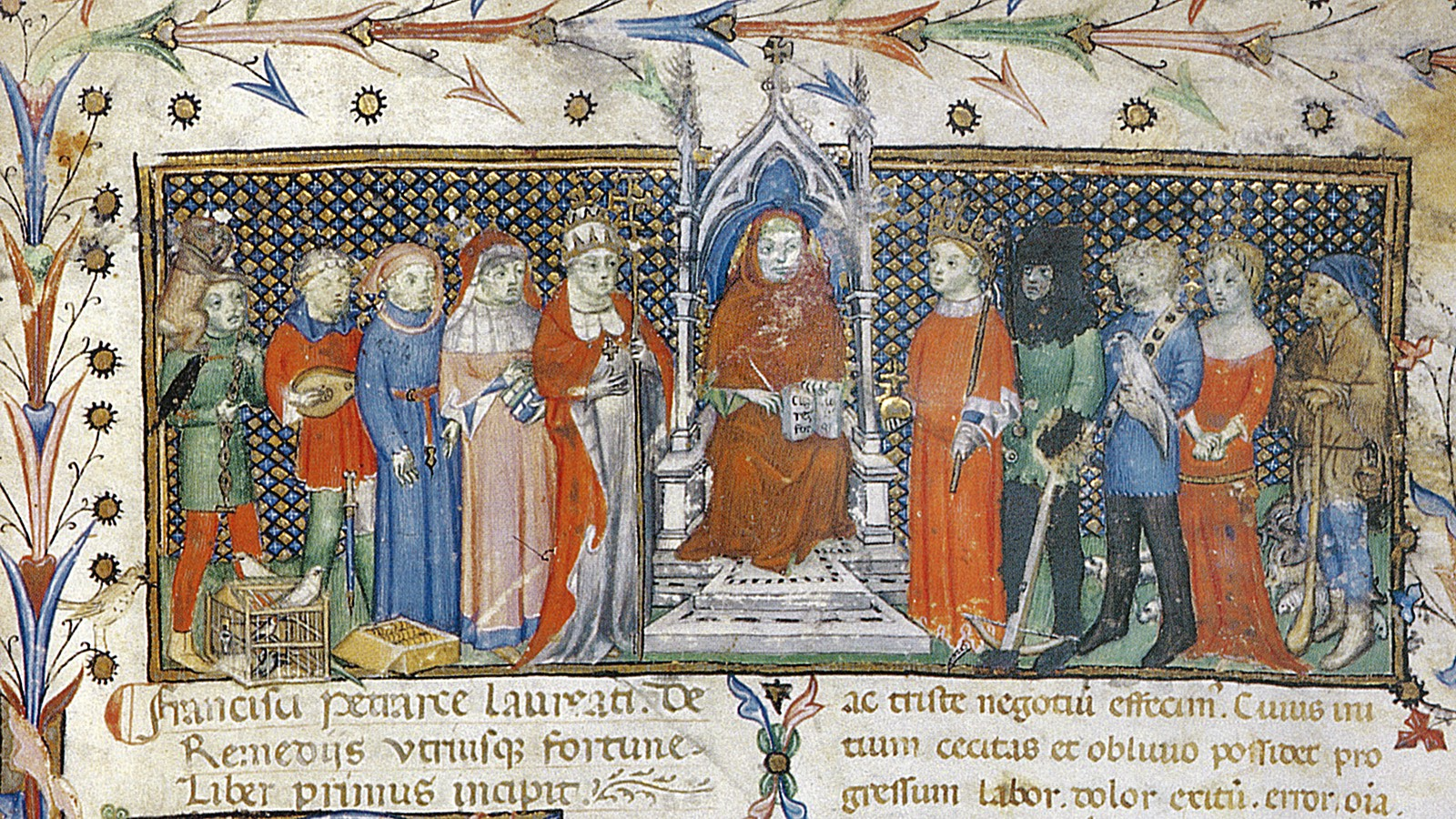
Foglio manoscritto riportante il De Remediis Utriusque Fortune di Francesco Petrarca, databile intorno al 1400 e conservato attualmente nella Biblioteca Nazionale Braidense, MS AD XIII 30. Attribuito al miniatore Fra Pietro da Pavia, il dipinto rappresenta le varie categorie sociali degli uomini.

#### IlDe remediis utriusque fortunae
Il De remediis è una raccolta di brevi dialoghi scritti in prosa latina, redatta all'incirca tra il 1356 e il 1366, anno in cui fu diffusa. Basata sul modello del De remediis fortuitorum, trattato pseudo-senechiano composto nel Medioevo, l'opera è composta da 254 scambi di battute tra entità allegoriche: prima il "Gaudio" e la "Ragione", poi il "Dolore" e la "Ragione". Simile ai precedenti Rerum memorandarum libri, questi dialoghi hanno scopi educativi e moralistici, proponendosi di rafforzare l'individuo contro i colpi della fortuna sia buona che avversa. Il De remediis riporta anche una delle più esplicite condanne della cultura trecentensca da parte del Petrarca, vista come sciocca e superflua:
(Petrarca, cap. 43)

#### Invectivarum contra medicum quendam libri IV
L'occasione per la scrittura di questa serie di accuse nei confronti dei medici fu la malattia che colpì papa Clemente VI nel 1352. Nella Familiares, V, 19, Petrarca consigliava al pontefice di non fidarsi dei suoi archiatri, accusati di essere dei ciarlatani dalle idee contrastanti fra di loro. Davanti alle forti rimostranze dei medici pontifici nei confronti di Petrarca, questi scrisse quattro libri di accuse, una copia dei quali fu inviata poi al Boccaccio nel 1357.

#### De sui ipsius et multorum ignorantia

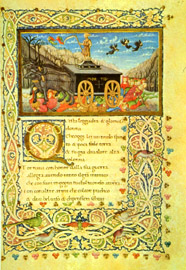
Scuola fiorentina, Il Trionfo della Morte tratta da I Trionfi di Petrarca, XV secolo, miniatura, ms. Palat.192, f.22r, Biblioteca Medicea Laurenziana, Firenze.

L'opera, come ricordato prima nella sezione biografica relativa al periodo veneziano, fu scritta in seguito alle accuse di ignoranza che quattro giovani aristotelici rivolsero a Petrarca, in quanto alieno dalla terminologia e dalle questioni delle scienze naturali. In quest'apologia del pensiero umanistico, Petrarca rispose come lui fosse interessato alle scienze che interessassero il benessere dell'anima umana, e non alle discussioni tecniche e dogmatiche proprie del nominalismo della tarda scolastica.

#### Invectiva contra cuiusdam anonimi Galli calumnia
Opera di carattere politico scritta nel 1373, l'invettiva era rivolta a un monaco e teologo francese, Jean de Hesdin, sostenitore della necessità che la sede del Papato rimanesse ad Avignone. Per tutta risposta Petrarca sostenne la necessità che il papa ritornasse a Roma, sua sede diocesana e simbolo dell'antica gloria romana.

#### Epistolae
Di grande importanza sono le epistole latine in prosa, in quanto contribuiscono a costruire l'immagine autobiografica idealizzata che il poeta stesso ha voluto offrire di sé e quindi la sua eternizzazione. Basate sul modello ciceroniano-senecano, ricavato dalla scoperta delle Epistulae ad Atticum compiuta da Petrarca a Verona del 1345, le lettere sono disposte in ordine cronologico e raggruppate in quattro raccolte epistolari: le Familiares (o Familiarum rerum libri o De rebus familiaribus libri), 350 epistole in 24 libri, dedicate a Ludwig van Kempen, sotto lo pseudonimo di Socrate; le Seniles, 126 epistole in 17 libri, scritte a partire dal 1361 e dedicate a Francesco Nelli, sotto lo pseudonimo di Simonide; le Sine nomine (cioè "senza nome del destinatario"), 19 epistole politiche in un libro; e le Variae, 65 epistole, queste ultime non raggruppate dall'autore, ma dopo la sua morte dagli amici. È rimasta intenzionalmente esclusa dalle raccolte l'epistola Posteritati (Ai posteri). Le lettere spaziano dagli anni bolognesi sino alla fine della vita del Petrarca e sono indirizzate a vari personaggi suoi contemporanei, ma, nel caso del XXIV libro delle Familiares, sono rivolte fittiziamente a personaggi dell'antichità. Sempre delle Familiares è celebre l'epistola IV, 1 incentrata sull'ascesa al Monte Ventoso.

### Opere in volgare

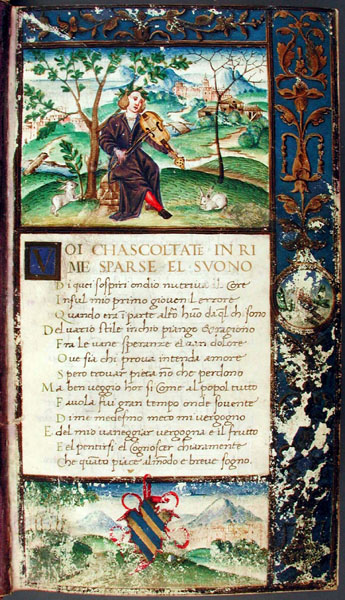
Francesco Petrarca, Rime, codice membranaceo ms. I 12, c. 1r. conservato al Museo Petrarchesco Piccolomineo, Trieste, risalente ai secoli fine XV, inizio XVI. Il particolare riporta il primo sonetto del Canzoniere.

#### IlCanzoniere
(Petrarca, Voi ch'ascoltate in rime sparse il suono, prima quartina della lirica d'apertura del Canzoniere)
Il Canzoniere, il cui titolo originale è Francisci Petrarchae laureati poetae Rerum vulgarium fragmenta, è la storia poetica della vita interiore del Petrarca vicina, per introspezione e tematiche, al Secretum. La raccolta comprende 366 componimenti (365 più uno introduttivo: "Voi ch'ascoltate in rime sparse il suono"): 317 sonetti, 29 canzoni, 9 sestine, 7 ballate e 4 madrigali, divisi tra rime in vita e rime in morte di Madonna Laura, celebrata quale donna superiore, senza però raggiungere il livello della donna angelo della Beatrice dantesca. Difatti, Laura invecchia, subisce il corso del tempo, e non è portatrice di alcun attributo divino nel senso teologico stilnovista-dantesco. Anzi, la storia del Canzoniere, più che la celebrazione di un amore, è il percorso di una progressiva conversione dell'anima: si passa, infatti, dal giovanil errore (l'amore terreno per Laura) ricordato nel sonetto introduttivo Voi ch'ascoltate in rime sparse, alla canzone Vergine bella, che di sol vestita in cui Petrarca affida la sua anima alla protezione di Maria perché trovi finalmente pietà e riposo.
L'opera, che richiese a Petrarca quasi quarant'anni di continue rivisitazioni stilistiche (da qui la cosiddetta limatio petrarchesca), prima di trovare la forma definitiva subì, secondo gli studi compiuti da Wilkins, ben nove fasi di redazioni, di cui la prima risale al 1336-38, e l'ultima al 1373-74, che è quella contenuta nel codice Vaticano Latino 3195.

#### ITrionfi
I Trionfi (la titolazione originale è in latino, Triumphi) sono un poemetto allegorico in volgare toscano, in terzine dantesche, incominciato da Petrarca nel 1351, durante il periodo milanese, e mai portato a termine.
Il poema è ambientato in una dimensione onirica e irreale (strettissimo, per scelta metrica e tematica, è il legame con la Comedia): Petrarca viene visitato da Amore, che gli mostra tutti gli uomini illustri che hanno ceduto alle passioni del cuore (Triumphus Cupidinis). Annoverato tra questi ultimi, Petrarca verrà poi liberato da Laura, simboleggiante la Pudicizia (Triumphus Pudicitie), che cadrà poi per mano della Morte (Triumphus Mortis). Petrarca scoprirà dalla stessa Laura, apparsagli in sogno, che ella si trova nella beatitudine celeste, e che egli stesso potrà contemplarla nella gloria divina soltanto dopo che la morte lo avrà liberato dal corpo caduco in cui si ritrova.
La Fama poi sconfigge la morte (Triumphus Fame) e celebra il proprio trionfo, accompagnata da Laura e da tutti i più celebri personaggi della storia antica e recente. Il moto rapido del sole suggerisce al poeta alcune riflessioni sulla vanità della fama terrena, cui fa seguito una vera e propria visione, nella quale al poeta appare il Tempo trionfante (Triumphus Temporis). Infine il poeta, sbigottito per la precedente visione, è confortato dal suo stesso cuore, che gli dice di confidare in Dio: gli appare allora l'ultima visione, un «mondo novo, in etate immobile ed eterna», un mondo al di fuori del tempo dove trionferanno i beati e dove un giorno Laura gli riapparirà, questa volta per sempre (Triumphus Eternitatis).

## Fortuna e critica letteraria

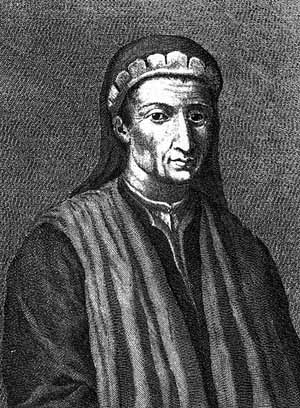
Ritratto di Leonardo Bruni.

### L'età dell'umanesimo
Già quand'era in vita Petrarca fu riconosciuto immediatamente quale maestro e guida per tutti coloro che volevano intraprendere lo studio delle discipline umanistiche. Grazie ai suoi numerosi viaggi in tutta Italia, gettò il seme del suo messaggio presso i principali centri della Penisola, in particolar modo a Firenze. Qui, oltre ad aver conquistato alla causa dell'umanesimo Giovanni Boccaccio (autore, tra l'altro, di un De vita et moribus domini Francisci Petracchi de Florentia), Petrarca trasmise la sua passione a Coluccio Salutati, dal 1375 cancelliere della Repubblica di Firenze e vero trait d'union tra la generazione petrarchesco-boccacciana e quella attiva nella prima metà del XV secolo. Coluccio, infatti, fu il maestro di due dei principali umanisti del '400: Poggio Bracciolini, il più grande scopritore di codici latini del secolo ed esportatore dell'umanesimo a Roma; e Leonardo Bruni, il più notevole rappresentante dell'umanesimo civile insieme al maestro Salutati. Fu il Bruni a consolidare la fama di Petrarca, allorché nel 1436 redasse una Vita di Petrarca, seguita da quelle di Filippo Villani, Giannozzo Manetti, Sicco Polenton e Pier Paolo Vergerio.
Oltre a Firenze, i soggiorni del poeta in Lombardia e a Venezia favorirono la nascita di movimenti culturali locali destinati a declinare i princìpi umanistici a seconda delle esigenze della classe politica locale: a Milano, dove operarono letterati del calibro di Pier Candido Decembrio e di Francesco Filelfo, nacque un umanesimo cortigiano destinato a diventare il prototipo per tutte le corti principesche italiane; a Venezia si diffuse, invece, un umanesimo educativo destinato a formare la nuova classe dirigente della Serenissima, grazie all'attività di Leonardo Giustinian e di Francesco Barbaro prima, e di Ermolao il Vecchio e dell'omonimo detto il Giovane poi.

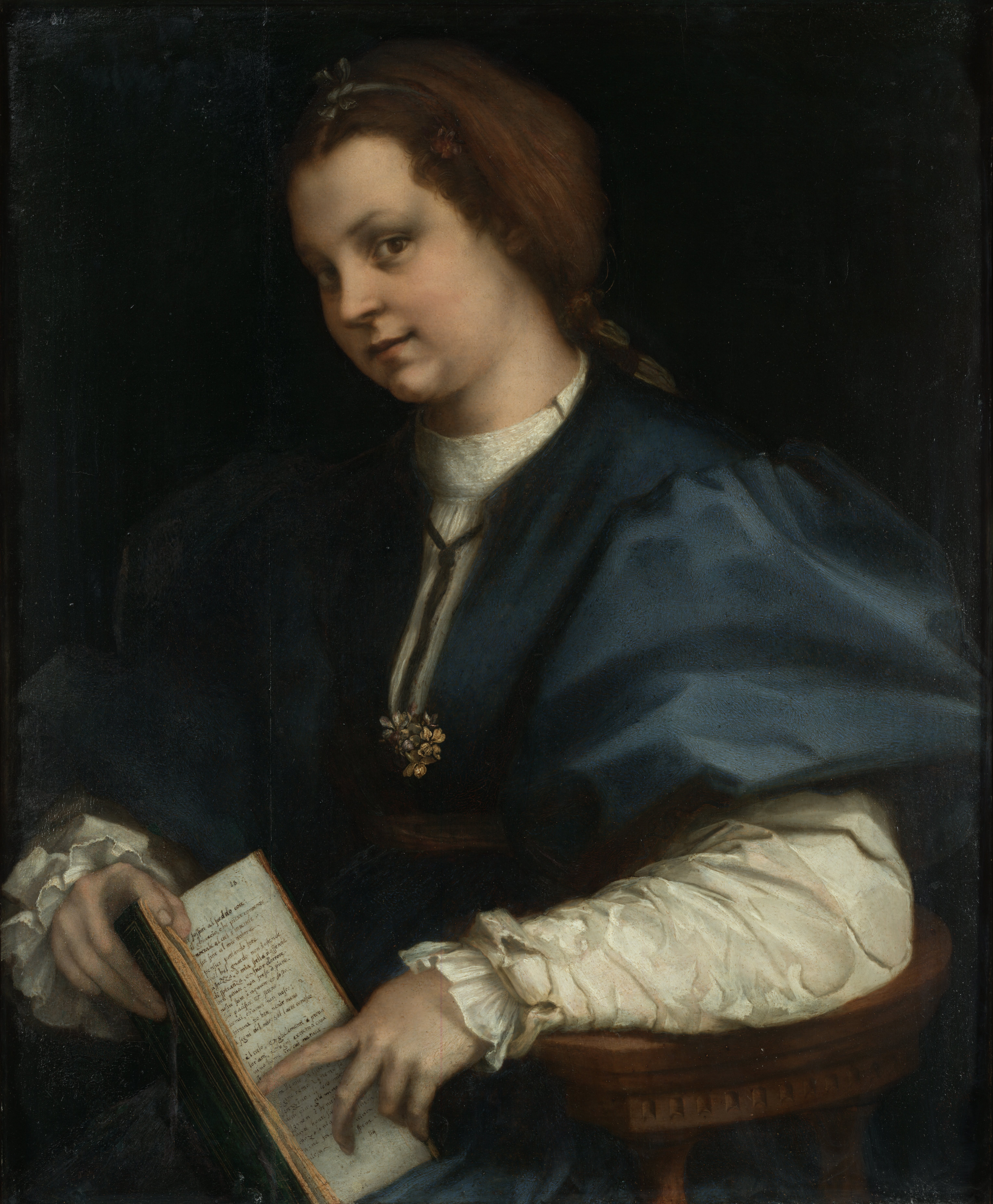
Andrea del Sarto, Dama col petrarchino, olio su tela, 1528, Galleria degli Uffizi, Firenze. La datazione del dipinto mostra come già pochissimi anni dopo la promozione bembiana il nome di Petrarca fosse divenuto già assai rinomato presso i lirici e gli appassionati di letteratura.

### Pietro Bembo e il petrarchismo
Se nel '400 Petrarca era visto soprattutto come capostipite della rinascita delle lettere antiche, grazie al letterato e cardinale veneziano Pietro Bembo divenne anche il modello del cosiddetto classicismo volgare, definendo una tendenza che si stava progressivamente già delineando nella lirica italiana. Difatti Bembo, nel dialogo Prose della volgar lingua del 1525, sostenne la necessità di prendere come modelli stilistici e linguistici Petrarca per la lirica, Boccaccio invece per la prosa, scartando Dante per il suo plurilinguismo che lo rendeva difficilmente accessibile:
(Marazzini, p. 265)
La proposta bembiana risultò, nelle diatribe relative alla questione della lingua, quella vincente. Già negli anni immediatamente successivi alla pubblicazione delle Prose, si diffuse presso i circoli poetici italiani una passione per le tematiche e lo stile della poesia petrarchesca (stimolata anche dal commento al Canzoniere di Alessandro Vellutello del 1525), chiamata poi petrarchismo, favorita anche dalla diffusione dei petrarchini, cioè edizioni tascabili del Canzoniere.

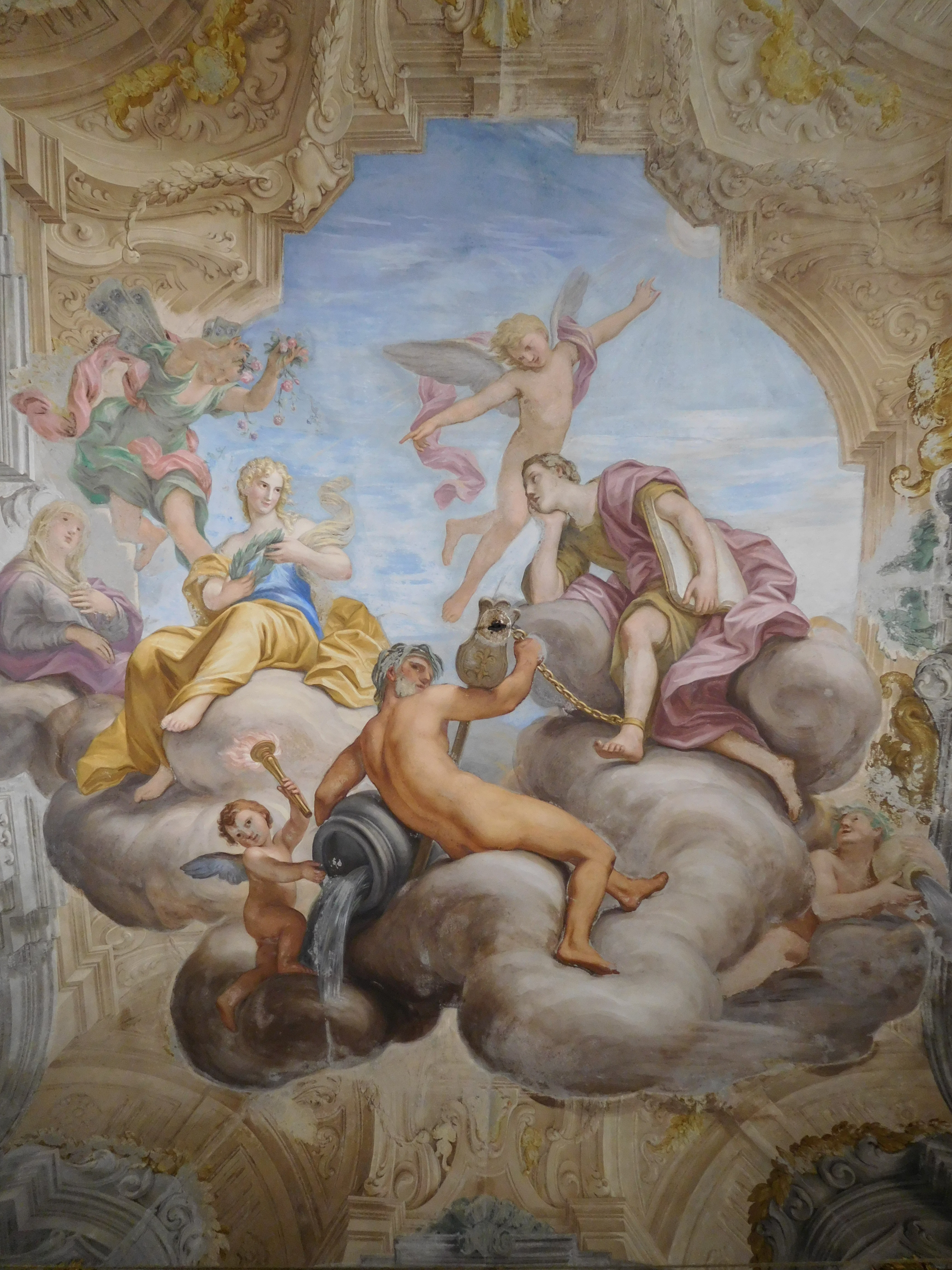
Petrarca, incatenato alla personificazione della Fonte di Valchiusa, contempla Laura, indicata da Amore. Allegoria di Inizio Settecento dipinta da Parodi per una sede dell'Arcadia genovese

### Dal Seicento ai giorni nostri
A fianco del petrarchismo, però, si sviluppò anche un movimento avverso alla canonizzazione poetica operata dal Bembo: prima nel corso del Cinquecento, allorché letterati come Francesco Berni e Pietro Aretino svilupparono polemicamente il fenomeno dell'antipetrarchismo; poi, nel corso del Seicento, la temperie barocca, ostile all'idea di classicismo in nome della libertà formale, declassò il valore dell'opera petrarchesca. Riabilitato parzialmente nel corso del Settecento da Ludovico Antonio Muratori, Petrarca ritornò pienamente in auge in seno alla temperie romantica, quando Ugo Foscolo prima e Francesco de Sanctis poi, nelle loro lezioni universitarie di letteratura tenute dal primo a Pavia, e dal secondo a Napoli e a Zurigo, furono in grado di operare un'analisi complessiva della produzione petrarchesca e ritrovarne l'originalità. Dopo gli studi compiuti da Giosuè Carducci e dagli altri membri della Scuola storica compiuti tra fine '800 e inizi '900, il secolo scorso vide, per l'area italiana, Gianfranco Contini e Giuseppe Billanovich tra i maggiori studiosi del Petrarca.

Gianfranco Contini, grande estimatore di Francesco Petrarca e suo commentatore nel XX secolo.

## Petrarca e la scienza diplomatica
Benché la diplomatica, ovvero la scienza che studia i documenti prodotti da una cancelleria o da un notaio e le loro caratteristiche estrinseche ed intrinseche, sia nata consapevolmente con Jean Mabillon nel 1681, nella storia di tale disciplina sono stati individuati dei precursori che, inconsapevolmente, nella loro attività filologica, hanno analizzato e dichiarato l'autenticità o meno anche di documenti oggetto di studio da parte della diplomatica. Tra questi, infatti, vi furono molti umanisti e anche il loro precursore e fondatore, Francesco Petrarca. Nel 1361, infatti, l'imperatore Carlo IV chiese al celebre filologo di analizzare il privilegium maius, un insieme di documenti imperiali in possesso di suo genero, Rodolfo IV d'Asburgo (e in realtà fatti redigere da quest'ultimo tra il 1358 ed il 1359), che sarebbero stati stilati da Giulio Cesare e da Nerone a favore dell'Austria - allora Noricum - e che dichiaravano tali terre indipendenti dall'Impero. Petrarca rispose con la Seniles, XVI, 5 in cui, evidenziando lo stile, gli errori storici e geografici e il tono (il tenore) della lettera (tra cui la mancanza della data topica e della data cronologica propria dei diplomi), negò la validità di questo diploma.

## Onorificenze
A Petrarca è intitolato il cratere Petrarca su Mercurio.

### Esplicative
1. ↑  L'epistola, scritta in risposta a una missiva in cui l'amico Giovanni Boccaccio gli chiedeva se fosse vera l'invidia che Petrarca nutriva per Dante, contiene l'accenno all'incontro, in età giovanile, con il più maturo poeta: 
«E primieramente si noti com'io mai non ebbi ragione alcuna d'odiare cotal uomo, che solo una volta negli anni della mia fanciullezza mi venne veduto.»
(Delle cose familiari, XXI, 15, traduzione italiana di G. Fracassetti, 4, p. 392)La critica, se l'incontro sia da attribuirsi a Pisa o ad altre località, è divisa: Ariani, p. 23 e Ferroni, p. 82, nota 6 propendono per la città toscana, mentre Rico-Marcozzi pensano a un incontro avvenuto a Genova sul finire del 1311, quando la famiglia di ser Petracco si stava dirigendo in Francia. Pacca, p. 4 opera un'interpretazione intermedia tra le due città, benché ritenga che sia più probabile Pisa come luogo effettivo dell'incontro. Dello stesso parere, infine, anche Dotti, 1987, p. 9.
2. ↑  Si legga il brano dell'epistola, in cui Petrarca ricorda il loro primo incontro e il piacevolissimo periodo trascorso nella località francese:

«e noi fanciulli ancora impuberi partimmo in un cogli altri, ma fummo con speciale destinazione per imparare grammatica mandati a scuola a Carpentrasso, piccola città, ma di piccola provincia città capitale. Ricordi tu que' quattro anni? Quanta gioia, quanta sicurezza, qual pace in casa, qual libertà in pubblico, quale quiete, qual silenzio ne' campi!»
(Lettere Senili, X, 2, traduzione di G. Fracassetti, 2, p. 87)
3. ↑  Petrarca mostrò, nei confronti di tale scienza, sempre un'avversione innata, come è esposto nella Familiares, XX, 4, in cui il futuro autore del Canzoniere scrive a Marco Genovese che a Montpellier prima e a Bologna poi 
«ben altro in quegli anni fare io poteva o in se stesso più nobile o alla natura mia meglio conveniente: né sempre nella elezione dello stato quello ch'è più splendido, ma quello che a chi lo sceglie è più acconcio preferire si deve.»
(Delle cose familiari, XX, 4, traduzione di G. Fracassetti, 4, p. 261)
4. ↑  Come però ricorda Wilkins, p. 16, la scelta di Petrarca di entrare a far parte della Chiesa non fu soltanto dettata dalla cinica necessità di ottenere i proventi necessari per vivere. Nonostante non avesse mai avuto la vocazione per la cura delle anime, Petrarca ebbe sempre una profonda fede religiosa.
5. ↑  A sviluppare la tesi dell'identificazione di Laura con tale Laura de Sade è la stessa testimonianza di Petrarca nella Familiares, II, 9 a Giacomo Colonna, il quale cominciò a mostrarsi dubbioso sull'esistenza di questa donna (si veda Delle cose familiari, II, 9, traduzione di G. Fracassetti, 1, pp. 369-385). Più precisamente, nella Nota a p. 379, Fracassetti fa riemergere la vita della presunta amata del Petrarca:
«Da Odiberto e da Ermessenda di Noves nobile famiglia di Avignone nacque del 1307, o in su quel torno, una fanciulla, cui fu dato il nome di Laura [...]. Ai 16 gennaio del 1325 fa fatta per man di notaio la scritta nuziale fra Laura ed Ugo De Sade gentiluomo Avignonese. Due anni più tardi, a' 6 di aprile del 1327 nella chiesa di S. Chiara di questa città, a quell'ora del giorno che chiamavano prima, il Petrarca giovane allora di poco più che ventidue anni la vide [...].»
6. ↑  Si legga l'episodio di come fossero stati dati alle fiamme dei libri di Virgilio e Cicerone, cosa che suscitò il pianto nel giovane Petrarca. Al che il padre, vedendolo così affranto 
«d'una mano porgendo Virgilio, dall'altra i rettorici di Cicerone: "tieni, sorridendo mi disse, abbiti questo per ricrearti qualche rara volta la mente, e quest'altro a conforto e ad aiuto nello studio delle leggi".»
(Lettere Senili, XVI, 1, traduzione di G. Fracassetti, 2, p. 458)
7. ↑  Il codice, dopo la morte di Petrarca (1374), passò nelle mani di Francesco Novello da Carrara, nuovo signore di Padova. Quando questa città verrà conquistata, agli inizi del '400, da Gian Galeazzo Visconti, anche il patrimonio bibliotecario petrarchesco passò nelle mani dei duchi milanesi, che lo conservarono nella loro biblioteca di Pavia. Fu poi sistemato nella Pinacoteca Ambrosiana, grazie all'intervento del suo fondatore, il cardinale Federigo Borromeo arcivescovo di Milano (1595-1631). Si veda: Cappelli, pp. 42-43.
8. ↑  Da questo momento in avanti, Petrarca non esitò a chiamare Avignone la novella Babilonia di apocalittica memoria, come testimoniato dai celebri sonetti avignonesi facenti parte del Canzoniere. Oltre a motivazioni di carattere morale, ci fu anche la profonda delusione che suscitò la decisione di Benedetto XII di non recarsi a prendere possesso ufficialmente della sua sede vescovile e ristabilire così pace in Italia (Ariani, pp. 33-34).
9. ↑  Quattro soggiorni sono stati ricostruiti: Dal 1337 a febbraio 1341, dalla primavera 1342 a settembre 1343, dalla fine del 1345 a novembre 1347, e da giugno 1351 a giugno 1353.
10. ↑  Petrarca scrisse, riguardo alla morte del vecchio amico e protettore, due lettere commoventi: la prima, al fratello di Giacomo, il cardinale Giovanni (Delle cose familiari, IV, 12, traduzione di G. Fracassetti, 1, pp. 537-549); la seconda, all'amico Angelo Tosetti, soprannominato Lelius (Delle cose familiari, IV, 13, traduzione di G. Fracassetti, 1, pp. 550-555). Nella Nota alla prima a p. 548, Fracassetti ricorda come Petrarca, nella Familiares, V, 7, avesse avuto, in sogno, il presagio della morte del Vescovo di Lombez venticinque giorni prima della sua effettiva scomparsa.
11. ↑  Cappelli, p. 55. Significativa la ricostruzione storico-letteraria compiuta da Amaturo, pp. 58-59, ove si rievocano le figure di intellettuali che si legarono, tra XIII e XIV secolo, alla biblioteca capitolare veronese (Giovanni De Matociis, Dante e Pietro Alighieri, Benzo d'Alessandria, Vincenzo Bellovacense) e le rarità che essa custodiva (codici contenenti le Lettere di Plinio il Giovane; parte dell'Ab Urbe condita liviana che Petrarca utilizzò per la ricostruzione filologica del codice Harleiano; le orazioni ciceroniane citate; il Liber catulliano).
12. ↑  Boccaccio esprimerà la sua indignatio nell'Epistola X Archiviato l'11 giugno 2015 in Internet Archive., indirizzata a Francesco Petrarca, ove, grazie alla tecnica retorica dello sdoppiamento e a topoi letterari, Boccaccio si lamenta col magister di come Silvano (il nome letterario usato nella cerchia petrarchesca per indicare il poeta laureato) avesse osato recarsi presso il tiranno Giovanni Visconti (identificato in Egonis):«Audivi, dilecte michi, quod in auribus meis mirabile est, solivagum Silvanum nostrum, transalpino Elicone relicto, Egonis antra subisse, et muneribus sumptis ex pastore castalio ligustinum devenisse subulcum, et secum pariter Danem peneiam et pierias carcerasse sorores».

Inoltre, bisogna ricordare che la scelta di risiedere a Milano era anche uno schiaffo alla proposta delle autorità fiorentine di occupare un posto come docente nello Studium, occupazione che gli avrebbe concesso di rientrare in possesso dei beni paterni sequestrati nel 1301.
13. ↑  L'arcivescovo Giovanni II Visconti, difatti, proseguì la politica espansionistica dei suoi predecessori a danno delle altre potenze dell'Italia centro-settentrionale, tra le quali spiccava Firenze. Le ostilità tra Milano e Firenze perdureranno fino a metà '400, quando salì al potere come duca dello Stato lombardo Francesco Sforza, che intraprese una politica di alleanza con Firenze grazie all'amicizia personale che lo legava a Cosimo de' Medici.
14. ↑  Durante l'epidemia di peste milanese, morì il figlio Giovanni (Pacca, p. 219), nato nel 1337 da una relazione extraconiugale. I rapporti con il figlio, al contrario di quanto avvenne con la secondogenita Francesca, furono assai burrascosi a causa della condotta ribelle di Giovanni (Dotti, 1987, p. 319 accenna all'odio che Giovanni provava verso i libri, «quasi fossero serpenti»). Come ricordato nella Familiares, XXII, 7 del 1359: 
«Nel 1357 si separò dal figlio Giovanni, che tornò ad Avignone in seguito a non precisati dissapori (Familiares, XXII, 7: 1359); tre anni dopo sarebbe tornato a Milano.»
(Rico-Marcozzi)
15. ↑  Il ravennate Giovanni Malpaghini fu presentato, nel 1364, da Donato degli Albanzani a Petrarca che, rimasto colpito dalle sue qualità letterarie e dalla sua pronta intelligenza, lo prese al suo servizio quale copista. La collaborazione tra i due uomini, durata appunto dal 1364 al 1367, si interruppe il 21 aprile di quell'anno, quando il Malpaghini decise di lasciare l'incarico presso l'Aretino. Per maggiori informazioni biografiche, si veda la biografia di Signorini.
16. ↑  Petrarca, nella Seniles, XV, 5, informa il fratello Gherardo, tra le altre cose, anche della sua nuova dimora sui colli Euganei, dandone un quadro piacevole e ameno:
«E per non dilungarmi di troppo della mia chiesa, qui fra i colli Euganei, non più lontano che dieci miglia da Padova mi fabbricai una piccola ma graziosa casina, cinta da un oliveto e da una vigna che dan quanto basta a una non numerosa e modesta famiglia. E qui, sebbene infermo del corpo, io vivo dell'animo pienamente tranquillo lungi dai tumulti, dai rumori, dalle cure, leggendo sempre e scrivendo [...].»
(Lettere Senili, XV, 5, traduzione di G. Fracassetti, 2, p. 413)
17. ↑  La lettera, datata 26 aprile 1335, non può essere considerata "reale", ma piuttosto una rielaborazione voluta dal Petrarca. Difatti, a quell'altezza, il giovane Petrarca non era ancora entrato in contatto con il padre agostiniano, e la scelta della data (corrispondente al Venerdì Santo) e del luogo (la salita al monte rievoca l'immagine della Passione di Gesù sul Calvario) rendono ancora più "mitica" l'ambientazione. Si veda, per quanto riguarda la ricostruzione filologica e cronologica dell'epistola, il saggio di  Giuseppe Billanovich, Petrarca e il Ventoso, in Italia medioevale e umanistica, vol. 9, Roma, Antenore, 1966,  pp. 389-401, ISSN 1828-2431 (WC · ACNP).
18. ↑  Il ventiquattresimo libro delle Familiares è composto da lettere indirizzate a vari personaggi dell'antichità classica. Per Petrarca, infatti, gli antichi non sono lontani e irraggiungibili: la costante lettura delle loro opere fa sì che Cicerone, Orazio, Seneca, Virgilio vivano attraverso queste ultime, rendendo i rapporti tra Petrarca e i suoi ammirati scrittori classici vicini per la comunanza di sentimento.
19. ↑  L'Otium degli antichi romani non consisteva unicamente nel riposo dagli impegni quotidiani, indicati sotto il sostantivo di negotium. Per Cicerone, l'otium non era soltanto il riposo dalle attività forensi e politiche, ma soprattutto il ritiro nella propria intimità domestica col fine di dedicarsi alla letteratura (De officiis, III, 1). In questo caso, il modello petrarchesco è affine a quello stoicheggiante dell'oratore romano. Si veda il riassunto operato da Laidlaw, pp. 42-52 che ripercorre la concezione all'interno della letteratura latina. Per Cicerone, nello specifico si vedano le pagine Laidlaw, pp. 44-47.
20. ↑  Termine di origine catulliana, Petrarca lo prende in prestito per descrivere le liriche come "diversivo, passatempo". La questione delle nugae volgari e, più in generale, delle opere latine, è esposta nella Familiares, I, 1 (Delle cose familiari, I, 1, traduzione di G. Fracassetti, 1, pp. 239-253).
21. ↑  Guglielmino-Grosser, p. 184. I testi sono raccolti nel codice Vaticano Latino 3195, come ricordato da Santagata, pp. 120-121. Bisogna ricordare che Il Canzoniere non raccoglie tutti i componimenti poetici del Petrarca, ma solo quelli che il poeta scelse con grande cura: altre rime (dette extravagantes) andarono perdute o furono incluse in altri manoscritti (cfr. Ferroni, p. 8).
22. ↑  L'inquietudine petrarchesca nasce, quindi, dal contrasto tra l'attrazione verso i beni terreni (tra cui l'amore per Laura) e l'aspirazione all'assoluto divino, propria della cultura medievale e della religione cristiana, come ricordato da Guglielmino-Grosser, p. 186.
23. ↑  Petrarca mantenne, nell'ambito della lirica volgare, quell'aristocraticismo stilistico-lessicale prima accennato, in cui si rifiutano molti usi lemmatici presenti nella tradizione poetica italiana e che Petrarca rifiuterà, accogliendone un preciso gruppo ristretto ed elitario. Come ricorda Marazzini, pp. 220-221:
«Si delinea una tendenza del linguaggio lirico al 'vago', inteso nel senso di una genericità antirealistica (al contrario di quanto accade nel corposo realismo della Commedia), testimoniato anche dalla polivalenza di certi termini, i quali, come l'aggettivo dolce, entrano in un numero molto grande di combinazioni diverse [...] Eppure la lingua di Petrarca, selezionata e ridotta nelle scelte lessicali, accoglie un buon numero di varianti canonizzando un polimorfismo...in cui si allineano la forma toscana, quella latineggiante, quella siciliana o provenzale...»
24. ↑  Di Benedetto, p. 170. Si ricorda anche che, seppur in forma minore, era presente nel mondo letterario italiano del '400 anche un'ammirazione verso il Petrarca volgare, come testimoniato dalle edizioni a stampa del Canzoniere e dei Trionfi uscite nel 1472 dalla bottega dei padovani Bartolomeo Valdezocco e Martino "de Septem Arboribus" (cfr. Ente Nazionale Francesco Petrarca, Culto petrarchesco a Padova.).

### Riferimenti bibliografici
1. ↑  la notte tra il 18 e il 19 luglio
2. ↑   Casa Petrarca Arezzo, su regione.toscana.it, Regione Toscana, 13 dicembre 2012. URL consultato il 12 febbraio 2016.
3. ↑  Wilkins, pp. 5-6.
4. ↑  Ariani, p. 21. Più specificamente Bettarini: «Il 20 ottobre [1304], dopo essere stato accusato di aver falsificato un istrumento notarile, fu così condannato al pagamento di 1000 lire e al taglio della mano destra».
5. ↑  Dotti, 1987, p. 9.
6. ↑  Bettarini e Pacca, p. 4.
7. ↑  Per informazioni biografiche, si veda la voce a cura di Pasquini.
8. ↑  Il ricordo di Petrarca al riguardo è riportato in Lettere Senili, XVI, 1, traduzione di G. Fracassetti, 2, pp. 465-467.
9. ↑  Pasquini: «Quanto al Petrarca, il magistero di C[onvenevole] si colloca indubbiamente fra il 1312 e il '16».
10. ↑   La Casa del Petrarca, su arquapetrarca.com. URL consultato il 19 febbraio 2016 (archiviato dall'url originale il 20 febbraio 2016).
11. ↑  Pacca, p. 7.
12. ↑  Si legga il brano della Lettere Senili, X, 2 nella traduzione di G. Fracassetti, 2, p. 86. Il brano è ricordato anche da Wilkins, p. 11.
13. 1 2 3  Ariani, p. 25.
14. ↑  Wilkins, p. 11.
15. ↑  Rico-Marcozzi: «Nell'autunno 1320 si recò a studiare a Bologna, seguito da un maestro privato...»; e Wilkins, p. 13, in cui si ritiene che questo maestro avesse «l'incarico, almeno per Francesco e Gherardo, di fungere in loco parentis».
16. ↑  Ariani, p. 26.
17. ↑  Ariani, pp. 27-28.
18. 1 2  Wilkins, p. 12.
19. ↑  Dotti, 1987, p. 21.
20. ↑  Bettarini.
21. ↑  Cappelli, p. 32.
22. ↑  Pacca, p. 16.
23. ↑  Rico-Marcozzi; Ferroni, p. 4; Wilkins, p. 17.
24. ↑  Wilkins, pp. 16-17; Rico-Marcozzi: 
«Nel marzo 1330, Giacomo Colonna reclutò Petrarca per la sua corte vescovile di Lombez, in Guascogna: ne avrebbero fatto parte il cantore fiammingo Ludovico Santo di Beringen e l'uomo d'armi romano Lello di Pietro Stefano dei Tosetti, che Petrarca battezzò in seguito, rispettivamente, Socrate e Lelio.»
25. ↑  Ferroni, p. 4.
26. ↑  Pacca, p. 18.
27. ↑   ..: Alinari :.., su alinariarchives.it. URL consultato il 18 febbraio 2016.
28. ↑  La distinzione tra le due scuole di pensiero emerge in Ferroni, pp. 20-21. Ariani, p. 31 ricorda che il primo sostenitore del filone allegorico-letterario fu il giovane Giovanni Boccaccio nel suo De vita et moribus domini Francisci Petrarche.
29. ↑   Gianfranco Contini, Le Rime di Dante, 1939ª ed..
30. ↑  Ariani, p. 28. Dotti, 1987, p. 21 specifica che questo san Paolo fu acquistato per procura a Roma e che il volume proveniva da Napoli.
31. ↑  Ariani, p. 35.
32. ↑  Per maggiori approfondimenti biografici, si veda la biografia di Moschella.
33. ↑  Moschella: «Suggello ideale dell'amicizia tra i due fu il dono, da parte di D[ionigi], di una copia delle Confessiones di s. Agostino...»
34. ↑  Billanovich, p. 166.
35. ↑  Billanovich, pp. 207-208, nota 2.
36. ↑  Wilkins, pp. 18-19 e Pacca, p. 142.
37. ↑  Wilkins, p. 20.
38. ↑  Wilkins, p. 21.
39. ↑  Rico-Marcozzi:
«Nel frattempo aveva raggiunto Roma (nel gennaio o febbraio 1337), accolto da fra Giovanni Colonna al termine di un avventuroso viaggio, e dove nella sua prima lettera (II 14, 15 marzo), contemplando dal Campidoglio le rovine dell’Urbe, manifestò la meraviglia per la loro grandezza e maestosità, dando forma a quella riscoperta dell’antichità classica e al rimpianto per la sua decadenza che divennero i cardini etici, estetici e politici dell’Umanesimo.»
40. ↑  Pacca, p. 33.
41. ↑  Dotti, 1987, p. 50.
42. ↑  Dotti, 1987, p. 51.
43. ↑   Emanuela Andreoni Fontecedro, "Somnium Scipionis": emulazione nell' "Africa" del Petrarca e input dei dream poems di Chaucer, in Italica, vol. 88, n. 3, autunno 2011,  pp. 335-352, ISSN 00213020 (WC · ACNP). URL consultato il 4 maggio 2025.
44. ↑   Mauro Sarnelli, Petrarca e gli uomini illustri, su treccani.it, Treccani. URL consultato il 22 febbraio 2016 (archiviato dall'url originale il 12 marzo 2016).
45. ↑  (EN) Poet Laureate, su royal.gov.uk, The Royal Household. URL consultato il 22 febbraio 2016.
46. ↑  Ariani, pp. 39-40:
«Certo il privilegio toccava, del tutto straordinariamente, a un poeta che ancora non aveva pubblicato molto per meritarselo: ma la protezione dei potenti Colonna e la rete di estimatori che aveva saputo intessere per tempo sono evidentemente bastate a valorizzare al massimo le epistole metriche, la fama dell'Africa...e del De viris, le rime volgari già note...»
Dello stesso avviso anche Pacca, p. 74 e Santagata, p. 19.
47. ↑  Moschella:
«Tra il 1337 e il 1338 D[ionigi] fece ritorno in Italia; dopo un breve soggiorno a Firenze, giunse a Napoli (cfr. Petrarca, Familiares, IV, 2), dove l'aveva voluto il re Roberto d'Angiò, che per l'agostiniano nutriva una profonda stima, oltre a condividerne gli interessi per l'astrologia giudiziaria e per i classici latini.»
48. ↑  Wilkins, p. 34:
«La conoscenza dell'antica tradizione e delle due o tre incoronazioni celebrate da singole città in tempi moderni, insieme all'aspirazione a diventare famoso, accese inevitabilmente in Petrarca il desiderio di ricevere a sua voglia quell'onore. Egli confidò dapprima il suo pensiero a Dionigi da Borgo San Sepolcro e a Giacomo Colonna, e ne venne a conoscenza anche qualche persona che aveva legami con l'Università di Parigi.»
49. ↑  Si legga il brano della lettera dove inizia la decantazione delle lodi nei confronti del re napoletano: 
«E chi dico io, e lo dico con pieno convincimento, in Italia, anzi in Europa più grande di re Roberto?»
(Delle cose familiari, II, 4, traduzione di G. Fracassetti, 1, p. 494)
50. ↑  Wilkins, p. 35.
51. ↑  Rico-Marcozzi:
«Sulla base dei contraddittori racconti di Petrarca si dovrebbe dedurre che nello stesso giorno (il 1º settembre 1340) questi avesse ricevuto l’invito a cingere la corona sia dal Senato di Roma sia da Parigi e avesse chiesto consiglio al cardinal Colonna (IV 4), decidendo di scegliere Roma (IV 5, 6), per ricevere la laurea "sulle ceneri degli alti poeti che ivi dimorano".»
Difatti Petrarca riteneva che l'ultima incoronazione a Roma fosse stata quella del poeta Stazio (I secolo d.C) e che quindi, se vi fosse stato incoronato, sarebbe stato direttamente un successore degli antichi poeti classici da lui tanto amati (Pacca, p. 73).
52. ↑  Cfr., ad esempio, Rico-Marcozzi; Wilkins, pp. 37-38; Ariani, p. 40
53. ↑  Romualdo Marrone, Le strade di Napoli, Newton & Compton Editori, Roma 1996 ISBN 88-8183-426-X p. 230
54. ↑  Pacca, p. 74.
55. ↑  Rico-Marcozzi:
«L'8 e il 13 aprile sono le date fornite da Petrarca ([Familiares], IV 6, 8), e la più probabile sembra essere la seconda; tuttavia Boccaccio situa l'evento il 17 e il documento ufficiale, il Privilegium laureationis, almeno in parte redatto dallo stesso Petrarca, reca la data del 9.»
56. ↑  Mustard, p. 97
57. ↑  Mustard, p. 117 riferisce infatti del dialogo tra Ennio e Omero in cui il primo si chiede chi sia "il giovane che si trova a Valchiusa" e Omero che risponde che si tratta di "Francesco Petrarca di Firenze il quale richiamerà le muse da un lungo esilio".
58. ↑  Wilkins, pp. 90-91.
59. ↑  Dotti, 1987, p. 31: «In Avignone egli vedeva simbolicamente la corruzione della Chiesa di Cristo e l'intollerabile esilio di Pietro.»
60. ↑  Paravicini Bagliani.
61. ↑  Moschella.
62. ↑  Petrucci.
63. ↑  Wilkins, pp. 48-49.
64. ↑  Così Ariani, p. 41; Wilkins, p. 48 sostiene invece che Cola sia giunto ad Avignone agli inizi del 1343.
65. ↑  Wilkins, p. 48:
«Cola si intrattenne parecchi mesi e in quel periodo strinse amicizia con Petrarca. Cola era ancor giovane e poco noto; ma i due uomini avevano in comune un grande entusiasmo per la Roma antica e cristiana, una grande preoccupazione per lo stato presente della città e una grande speranza per la restaurazione dell'antica potenza e dell'antico splendore.»
66. ↑  Il primo a ricordare la figura del maestro Barlaam sarà l'umanista Giannozzo Manetti nella sua biografia sul Petrarca.
67. ↑  Lo Parco, p. 52: Dall'Archivio vaticano (Clem. VI, Reg. 152. fol. 162 et sgg.): «[...] post deliberationem quam ad preficiendum ipsi Geracensi ecclesie personam utilem ac etiam fructuosam, cum dicti fratribus habuimus diligentem, demum ad te monachum monasterii sancti Helye de Copassino, ordinis sancti Basilii, Militensis diocesis, in sacerdotio constitutum, cui de religionis zelo, litterarum scientia, vite ac morum honestate, prudentia, spriritualium et temporalium providentia, aliisque grandium virtutum meritis testimonia fide digne suffragantur (allude al Petrarca), direximus occulos nostre mentis».
68. ↑   Il Mondo di Petrarca, su internetculturale.it. URL consultato il 14 dicembre 2016 (archiviato dall'url originale l'11 novembre 2016).
69. ↑  Ariani, pp. 45-46, il quale ricorda, a testimonianza della rottura coi Colonna, Bucolicum carmen, VIII, intitolato Divortium (cfr. Bucolicum carmen, pp. 223-225). Santagata, p. 16 ricorda inoltre come i legami tra Petrarca e il cardinale Giovanni non fossero mai stati buoni come con il fratello di lui Giacomo: «a differenza di Giacomo [...] il cardinale restò sempre il dominus.»
70. 1 2 3 4 5 6 7  Rico-Marcozzi.
71. 1 2  Pacca, p. 135 e Cappelli, p. 50.
72. ↑  Dotti, 1987, pp. 134-135.
73. ↑  Wilkins, p. 93.
74. ↑  Ariani, p. 46.
75. ↑  Troncarelli.
76. ↑  Waley.
77. ↑  Pacca, p. 118.
78. ↑   Francesco Petrarca a Padova, su padovanet.it.
79. ↑  Rico-Marcozzi: «Giacomo II da Carrara, signore di Padova, che a inizio 1349 gli fece ottenere un ulteriore e ricco canonicato da 200 ducati d'oro l'anno e una casa nei pressi della cattedrale».
80. 1 2  Ariani, p. 49.
81. ↑  Una prospettiva generale del rapporto tra Petrarca e Boccaccio è esposto in Rico, pp. 224-228.
82. ↑  Branca, p. 87.
83. ↑  Rico-Marcozzi: «Solo in autunno si trasferì ad Avignone, per scoprire (almeno secondo quanto affermato in Familiares, XIII, 5) che gli si offriva la segreteria apostolica, già a suo tempo rifiutata, e un vescovado».
84. ↑  Ariani, p. 50.
85. 1 2  Ferroni, p. 6.
86. ↑  Domenico Ferraro, Petrarca a Milano. Le ragioni di una scelta, Rinascimento: LV, 2015, p. 225, Firenze: L.S. Olschki, 2015.
87. ↑   Viscónti, Galeazzo II, su treccani.it. URL consultato il 24 febbraio 2016.
88. ↑  Pacca, p. 180; Amaturo, p. 87:
«Ma è fuor di dubbio che tra il poeta e i suoi nuovi signori si istituiva come un patto di mutuo interesse: da un lato egli si avvantaggiava della posizione di prestigio che gli offriva l'amicizia dei Visconti; d'altro lato acconsentiva tacitamente a essere adoperato in missioni diplomatiche, non numerose invero, né discordanti con i suoi ideali civili.»
89. 1 2  Ariani, p. 52.
90. ↑  Cappelli, p. 36:
«La riflessione petrarchesca si indirizza sempre più ad hominem e ad vitam, all'uomo concreto nella sua circostanza concreta, si nutre di meditazione interiore, progetta un'opera capace di delineare una parabola esemplare in cui lo scrittore propone se stesso e la cultura di cui è portatore come modello capace di confrontarsi su tutti i terreni.»
91. ↑  Rico-Marcozzi: «il Secretum [...] composto nel 1342-43 (o, secondo studî recenti, in tre fasi successive tra il 1347 e il 1353)».
92. ↑  Ferroni, p. 11.
93. ↑  Ariani, pp. 52-53.
94. 1 2  Cappelli, p. 38.
95. ↑  Wilkins, p. 256.
96. ↑  Vicini, p. 59.
97. ↑  Retore originario di Pratovecchio, Donato degli Albanzani fu intimo amico sia di Petrarca che di Boccaccio. Per quanto riguarda i rapporti con il primo si ricordano, oltre le missive indirizzategli dall'Aretino, anche alcune egloghe del Bucolicum Carmen, in cui è chiamato con il senhal di Appenninigena. Si veda la voce biografica a cura di Martellotti.
98. ↑   Ugo Dotti, Petrarca civile: alle origini dell'intellettuale moderno, Donzelli Editore, 2001,  p. 61, ISBN 978-88-7989-633-7.
99. ↑  Wilkins, pp. 220-223 espone dettagliatamente le trattative tra Petrarca e la Serenissima, citando anche il verbale del Maggior Consiglio con cui si procedette all'approvazione della proposta petrarchesca. Per ulteriori informazioni, si veda Gargan, pp. 165-168.
100. ↑  Lettere Senili, IV, 4, traduzione di G. Fracassetti, 1, pp. 237-239.
101. ↑  Si ricordi la visita dell'amico Boccaccio nell'estate del 1367, quando però Petrarca si era recato momentaneamente a Pavia su richiesta di Galeazzo II. Nonostante l'assenza dell'amico, Boccaccio trovò una calorosa accoglienza da parte di Francescuolo e di Francesca, trascorrendo giorni piacevoli nella città lagunare (Cfr. Wilkins, pp. 250-252).
102. ↑  Rico-Marcozzi: « [...] all'inizio del 1366 fece ritorno a Venezia dove fu raggiunto dalla figlia Francesca maritata nel 1361 al milanese Francescuolo da Brossano.»
103. ↑  Pacca, pp. 232-233:
«Ma...bisogna dire che il vero valore del De ignorantia consiste nella vigorosa affermazione della filosofia morale sulla scienza naturale [...] Ed è questo il motivo della sua inferiorità rispetto a scrittori come Platone, Cicerone e Seneca; perché per Petrarca la cultura "è subordinata alla vita morale dell'uomo...»
104. ↑  Casa del Petrarca, Arquà.
105. ↑  Wilkins, p. 264.
106. ↑  Ariani, p. 58.
107. ↑  Wilkins, p. 265.
108. ↑  Billanovich 1947, p. 67:
«[Petrarca] aveva designato con indicazioni esplicite anche per noi remoti quale loro custode un letterato padovano, Lombardo della Seta, mediocre per ingegno e per dottrina, ma cliente premuroso del maestro, di cui in una intima familiarità negli ultimi anni aveva lentamente conosciuto le abitudini e filialmente soddisfatto i desideri. Così...era promosso subito a buon segretario...»
109. 1 2  Ariani, p. 60.
110. ↑   Guido Baldi, Silvia Giusso, Mario Razetti, Giuseppe Zaccaria, Dal testo alla storia, dalla storia al testo, Paravia, settembre 2001,  p. 3, ISBN 88-395-3058-4.
111. 1 2  Wilkins, p. 297.
112. ↑  La tomba del Petrarca.
113. ↑  Canestrini, p. 5 e Dotti, 1987, p. 439.
114. ↑  
 Millocca, Francesco, Leoni, Pier Carlo, in Dizionario biografico degli italiani, vol. 64, Roma, Istituto dell'Enciclopedia Italiana, 2005.
115. ↑  Si veda Analisi Genetica dei resti scheletrici attribuiti a Petrarca (EN) .
116. ↑  Si veda inoltre Petrarca - il poeta che perse la testa (EN)  in The Guardian del 6 aprile 2004, sulla riesumazione dei resti di Petrarca.
117. ↑  Ricchissima la bibliografia al proposito: si ricordino i libri citati in bibliografia, tra cui Cappelli, L'umanesimo italiano da Petrarca a Valla; i saggi curati da Giuseppe Billanovich (tra cui l'opera sua più importante, Billanovich, 1947, Petrarca letterato), uno dei maggiori studiosi del Petrarca; i libri di Pacca, Ariani e Wilkins.
118. ↑  Pacca, p. 189 e Cappelli, p. 38
119. ↑  Garin, p. 21.
120. ↑  Si veda il lungo articolo di Lamendola al riguardo, in cui si espone anche la chiave di lettura dei classici latini nel corso dell'età medioevale.
121. ↑  Dotti, 1987, p. 430.
122. ↑   Magdi A. M. Nassar, Numismatica e Petrarca: una nuova idea di collezionismo, Il collezionismo numismatico italiano. Una storica e illuminata tradizione. Un patrimonio culturale del nostro Paese., Milano, Numismatici Italiani Professionisti, 2013,  pp. 47-49.
123. ↑  Billanovich 1953, p. 313.
124. ↑  Per la datazione cronologica, cfr. Billanovich 1953, p. 325: «Il Petrarca formò tra i venti e i venticinque anni il Livio Harleiano»; e Ivi, p. 330: «Le scoperte e i restauri degli Ab Urbe condita eseguiti dal Petrarca sul palcoscenico europeo di Avignone press'a poco tra il 1325 e il 1330...»
125. 1 2 3 4  Cappelli, p. 42.
126. ↑  Billanovich 1953, pp. 313-314.
127. ↑  Billanovich 1953, p. 325.
128. ↑  Un riassunto veloce è esposto anche da Ariani, p. 63.
129. ↑  Cappelli, p. 42 e Ariani, p. 62.
130. ↑  Cappelli, pp. 42-43.
131. ↑  Albertini Ottolenghi, pp. 35-37.
132. ↑  Albertini Ottolenghi, p. 37.
133. ↑  Significativo il titolo del settimo capitolo di Ariani, pp. 113-131, Lo scavo introspettivo.
134. 1 2 3  Ferroni, p. 10.
135. ↑  Ferroni, pp. 10-11.
136. ↑  Ferroni, p. 10 e Guglielmino-Grosser, p. 178.
137. ↑  Petrarca, Africa, pp. 246-247.
138. ↑  Cappelli, p. 45 e Guglielmino-Grosser, p. 177.
139. ↑  Dotti, 1987, p. 123:
«I versi vennero infatti riconosciuti bellissimi, ma tali da non convenirsi alla persona cui erano posti in bocca, in quanto degni piuttosto di un personaggio cristiano che di uno pagano.»
140. ↑  Santagata, p. 27:
«...il gesto di fastidio con il quale si liberò quasi sùbito delle superfetazioni scolastiche ha il suo esatto corrispettivo nel rifiuto dell'imponente edificio logico e scientifico della filosofia Scolastica a favore di una ricerca morale orientata, con la guida determinante dell'agostinismo, verso il soggetto e l'interiorità della coscienza...»
141. ↑  Delle cose familiari, IV, 1, traduzione di G. Fracassetti, 1, pp. 481-492.
142. ↑  Guglielmino-Grosser, p. 172, confrontando Dante, il quale non ha trasmesso ai posteri dati biografici della propria vita, e Petrarca, afferma che quest'ultimo «fornendoci una grande quantità di informazioni dettagliate sulla sua vita quotidiana, vere o false che siano, mira a trasmettere di sé un'immagine concreta».
143. ↑  Dotti, p. 532, sulla base della Familiares, I, 9, delinea il senso del messaggio umanistico lanciato da Petrarca:
«...parlare con il proprio animo non serve: bisogna affaticarsi ad ceterorum utilitatem quibuscum vivimus, per l'utilità di coloro con i quali viviamo in questa terrena società, ed è certo che con le nostre parole possiamo giovare: quorum animos nostris collucutionibus plurimum adiuvari posse non ambigitur (Familiares, I, 9, 4). Il colloquio umano è dunque lo strumento dell'autentico processo umanistico...Sua mercé si saldano e si congiungono gli spazi più lontani...I comuni principi morali, dunque, e l'indagine costante e irreversibile sono la molla di un processo che non può aver fine se non con la morte dell'umanità medesima, e il discorso, il colloquio e la cultura ne sono il filo conduttore.»
144. ↑   Viaggi nel Testo - Autori della letteratura Italiana, su internetculturale.it. URL consultato il 27 febbraio 2016 (archiviato dall'url originale il 24 giugno 2013).
145. ↑  Si ricordino i celebri versi di Pd XVII, 58-60, in cui l'avo Cacciaguida gli profetizza la durezza dell'esilio: Tu proverai sì come sa di sale / lo pane altrui, e come è duro calle / lo scendere e 'l salir per l'altrui scale
146. ↑  Guglielmino-Grosser, p. 175.
147. 1 2  Guglielmino-Grosser, p. 177.
148. ↑  Marazzini, p. 220.
149. ↑  Santagata, p. 34:
«La riforma di Petrarca consiste nell'introdurre entro l'universo senza regole della rimeria coeva la disciplina, l'ordine, la pulizia formale, lo stesso aristocraticismo propri delle più compatte 'scuole' duecentesche...»
150. ↑  Luperini, Il plurilinguismo di Dante e il monolinguismo di Petrarca secondo Gianfranco Contini.
151. ↑  Delle cose familiari, XXI, 15, traduzione di G. Fracassetti, 4, pp. 390-411; Pulsoni, pp. 155-208
152. ↑   FONDAZIONE ZERI | CATALOGO : Opera : Altichiero , San Giorgio battezza Servio re di Cirene, su catalogo.fondazionezeri.unibo.it. URL consultato il 25 novembre 2023 (archiviato il 25 novembre 2023).
153. ↑  Si veda, per maggiori informazioni, Pacca, pp. 45-54.
154. ↑   Bucolicum carmen, su Il Mondo di Petrarca. URL consultato il 4 maggio 2025.
155. ↑  Per maggior informazioni, si veda il saggio di Fenzi.
156. ↑  Si veda il saggio di Dotti sulle Epistolae metricae.
157. ↑  Pacca, pp. 131-132.
158. ↑  Pacca, pp. 36-45.
159. ↑   De viris illustribus, su Il Mondo di Petrarca. URL consultato il 4 maggio 2025.
160. 1 2  Ferroni, p. 14.
161. ↑  Amaturo, pp. 117-119.
162. ↑  Cappelli, p. 49.
163. ↑   Secretum, su Il Mondo di Petrarca. URL consultato il 4 maggio 2025.
164. ↑  Ferroni, pp. 14-15.
165. ↑  Pacca, pp. 163-167.
166. ↑  Santagata, p. 45.
167. ↑  Le epistole Variae sono 65 nell'edizione di riferimento curata da Giuseppe Fracassetti ((LA) Franciscus Petrarca, Epistolae De rebus familiaribus et Variae, vol. 3, studio et cura Iosephi Fracassetti, Florentiae, typis Felicis Le Monnier, 1863) e, con le Miscellanee e altre due scoperte successivamente, diventano 80 nell'edizione curata da Alessandro Pancheri ((LA, IT) Petrarca, Lettere disperse. Varie e Miscellanee, a cura di Alessandro Pancheri, Parma, Ugo Guanda editore, 1994, ISBN 88-7746-683-9).
168. ↑  Amaturo, pp. 167-168.
169. ↑  Le epistolae retrodatate al 1345 furono, secondo Santagata, p. 45, probabilmente scritte ex novo perché fossero aderenti al progetto culturale-esistenziale idealizzato dal Petrarca.
170. ↑  Guglielmino-Grosser, p. 185.
171. ↑  Ferroni, p. 19.
172. ↑   I Trionfi, su Il Mondo di Petrarca. URL consultato il 23 marzo 2024.
173. 1 2  Ariani, p. 358.
174. ↑  Dionisotti: «[Salutati] fu per trent'anni, dopo la morte del Petrarca e del Boccaccio, il più autorevole umanista italiano, unico erede di quei grandi.»
175. ↑  Dionisotti, 1970: «Dopo lungo intervallo, probabilmente nel 1436, il B[occaccio] compose in volgare una succinta vita di D[ante], cui fece seguire un'assai più succinta vita del Petrarca e un conclusivo paragone fra i due poeti.»
176. 1 2  Cappelli, pp. 227-250.
177. ↑  Di Benedetto, p. 174.
178. ↑  Si veda la voce enciclopedica curata da Praz e Di Benedetto, p. 177.
179. ↑  Ariani, pp. 362-364.
180. ↑  Pacca, Petrarca e Bresslau, pp. 22-23
181. ↑  Lettere Senili, XVI, 5, traduzione di G. Fracassetti, 2, pp. 400-407.
182. ↑  (EN) Petrarch, su Gazetteer of Planetary Nomenclature. URL consultato il 23 dicembre 2015.

### Opere
- Francesco Petrarca, Rime, Bari, Laterza, 1930.
- Francesco Petrarca, Lettere: Delle cose familiari libri ventiquattro, a cura di Giuseppe Fracassetti, vol. 1, Firenze, Le Monnier, 1863, OCLC 38684349. URL consultato il 12 febbraio 2016.
- Francesco Petrarca, Lettere: Delle cose familiari libri ventiquattro, a cura di Giuseppe Fracassetti, vol. 2, Firenze, Le Monnier, 1864, OCLC 05184363. URL consultato il 12 febbraio 2016.
- Francesco Petrarca, Lettere: Delle cose familiari libri ventiquattro, a cura di Giuseppe Fracassetti, vol. 3, Firenze, Le Monnier, 1865, OCLC 05184363. URL consultato il 12 febbraio 2016.
- Francesco Petrarca, Lettere: Delle cose familiari libri ventiquattro, a cura di Giuseppe Fracassetti, vol. 4, Firenze, Le Monnier, 1866, OCLC 05184363. URL consultato il 12 febbraio 2016.
- Francesco Petrarca, Lettere: Delle cose familiari libri ventiquattro; Lettere varie libro unico, a cura di Giuseppe Fracassetti, vol. 5, Firenze, Le Monnier, 1867, SBN UBO2418276. URL consultato il 25 febbraio 2016.
- Francesco Petrarca, Lettere Senili, a cura di Giuseppe Fracassetti, vol. 1, Firenze, Le Monnier, 1869, SBN MOD0336029. URL consultato il 24 febbraio 2016.
- Francesco Petrarca, Lettere Senili, a cura di Giuseppe Fracassetti, vol. 2, Firenze, Le Monnier, 1870, SBN TO00998909. URL consultato il 12 febbraio 2016.
- (IT, LA) Francesco Petrarca, Il Bucolicum carmen e i suoi commenti inediti, a cura di Antonio Avena, Padova, Società Cooperativa Tipografica, 1906, SBN CUB0695609. URL consultato il 22 febbraio 2016.
- (LA) Francesco Petrarca, Africa, a cura di Léonce Pinguad, Parigi, Ernest Thorin, 1872, OCLC 457581577. URL consultato il 27 febbraio 2016.

### Rassegne bibliografiche
- Biblioteca petrarchesca formata, posseduta, descritta ed illustrata dal professor Antonio Marsand, Milano, per Paolo Emilio Giusti editore e tipografo, 1826.
- Giuseppe Jacopo Ferrazzi, Bibliografia petrarchesca, Bassano, Tip. S. Pozzato, 1877.
- Emilio Calvi, Bibliografia analitica petrarchesca, 1877-1904 in continuazione a quella del Ferrazzi, Roma, Loescher, 1904.
- Arnaldo Della Torre, Il sesto centenario della nascita di Francesco Petrarca. Rassegna delle pubblicazioni petrarchesche uscite nel 1904, in Archivio storico italiano, XXV, n. 237, 1905,  pp. 104-189, ISSN 0391-7770 (WC · ACNP).
- Enrico Carrara, Rassegna bibliografica. Il sesto centenario petrarchesco. Pubblicazioni dell’anno 1904, in Giornale storico della letteratura italiana, XLVII, 1906,  pp. 88-130, ISSN 0017-0496 (WC · ACNP).
- Mary Fowler, Catalogue of the Petrarch collection bequeathed by Willard Fiske, London, Oxford University Press, 1916.
- Henri Cochin, Les récents progrès des études pétrarquesques (PDF), in Etudes italiennes, VIII, Paris, E. Leroux, 1926,  pp. 140-170.
- Domenico Bulferetti, Rassegna petrarchesca, in Leonardo, iv, 1928,  pp. 262-265, ISSN 1125-0844 (WC · ACNP).
- Carlo Calcaterra, Rassegna petrarchesca, in Giornale Storico della Letteratura Italiana, XCI, n. 271, 1928,  pp. 92-169, ISSN 0017-0496 (WC · ACNP).
- Carlo Calcaterra, Rassegna petrarchesca, in Giornale Storico della Letteratura Italiana, XCIV, n. 282,  pp. 279-355, ISSN 0017-0496 (WC · ACNP).
- Carlo Calcaterra, Rassegna petrarchesca, in Giornale Storico della Letteratura Italiana, XCVI, n. 286, 1930, ISSN 0017-0496 (WC · ACNP).
- Giuseppe Billanovich, Studi sul Petrarca in America, in Giornale Storico della Letteratura Italiana, CXXV, n. 371, 1948,  pp. 55-65, ISSN 0017-0496 (WC · ACNP).
- Ernest Hatch Wilkins, An Introductory Petrarch Bibliography, in Philological Quarterly, XXVII, 1948,  pp. 27-36, ISSN 0031-7977 (WC · ACNP).
- Roberto Weiss, Studi petrarcheschi in Inghilterra, in Studi Petrarcheschi, II, 1949,  pp. 266-268, ISSN 1128-2045 (WC · ACNP).
- Pier Giorgio Ricci, Sei anni di studi petrarcheschi, in Rinascimento, I, n. 3, 1950,  pp. 341-353, ISSN 0080-3073 (WC · ACNP).
- Ernest Hatch Wilkins, Recent Petrarch publications, in Studies in the Renaissance, I, 1954,  pp. 13-21, DOI:10.2307/2856948, ISSN 0081-8658 (WC · ACNP).
- Renato Bertacchini, Rassegna petrarchesca, in Studium, V, 1959,  pp. 37-49, ISSN 0039-4130 (WC · ACNP).
- Ettore Bonora, Studi petrarcheschi, in Giornale Storico della Letteratura Italiana, CXXXVII, n. 418, 1960,  pp. 246-264, ISSN 0017-0496 (WC · ACNP).
- Joseph G. Fucilla, Oltre un cinquantennio di scritti sul Petrarca (1916-1973), Padova, Antenore, 1982, ISBN 978-88-8455-222-8.
- Ettore Bonora, Studi petrarcheschi, in Giornale Storico della Letteratura Italiana, CXXXVII, n. 418, 1960,  pp. 246-264, ISSN 0017-0496 (WC · ACNP).
- Piero Pieretti, Bibliografia petrarchesca 1964-1973, in Studi petrarcheschi, IX, 1978,  pp. 203-246, ISSN 1128-2045 (WC · ACNP).
- Giuliana Crevatin, Rassegna petrarchesca 1970-72, in Quaderni petrarcheschi, I, 1983,  pp. 203-269, ISSN 1120-2467 (WC · ACNP).
- Gabriella Mazzei, Rassegna petrarchesca, II (1973-1975 e Addenda 1970-1972), in Quaderni petrarcheschi, VI, 1989,  pp. 99-296, ISSN 1120-2467 (WC · ACNP).
- Aldo Scaglione, Rassegna di studi petrarcheschi, in Romance philology, XXVII, n. 1, 1974,  pp. 61-75, ISSN 0035-8002 (WC · ACNP).
- Bruno Basile, In margine a un centenario. Rassegna petrarchesca (1974-1975), in Lettere italiane, XXVII, n. 3,  pp. 309-342, ISSN 0024-1334 (WC · ACNP).
- Bruno Basile, Rassegna petrarchesca (1975-1984), in Lettere italiane, XXXVII, n. 2, 1985,  pp. 230-253, ISSN 0024-1334 (WC · ACNP).
- Fabio Finotti, Rassegna petrarchesca (1985-1990), in Lettere italiane, XLIII, n. 3, 1991,  pp. 412-455, ISSN 0024-1334 (WC · ACNP).
- Frank La Brasca, Rèperes chronologiques et bibliographiques, in Europe, LXXXII, 2004,  pp. 186-210, ISSN 0014-2751 (WC · ACNP).
- Luca Marcozzi, Bibliografia petrarchesca (1989-2003), Firenze, Olschki, 2005, ISBN 9788822253750.
- Silvia Chessa, Repertorio bibliografico ragionato su Francesco Petrarca (2001-2006), in Moderna, VII, n. 2, 2005,  pp. 211-346, ISSN 1128-6326 (WC · ACNP).

### Riviste dedicate
- Annali della Cattedra Petrarchesca, 1(1930)-9(1939/40), Supplemento(1936).
- Atti e memorie della Reale Accademia Petrarca di scienze, lettere ed arti in Arezzo, 1(1907)-8(1930).
- Atti e memorie della Accademia Petrarca di lettere, arti e scienze, 9(1930)-83(2021)-, ISSN 0393-2397.
- Le tre corone. Rivista internazionale di studi su Dante, Petrarca e Boccaccio, I(2014)-X(2023)-, ISSN 2283-5768.
- Lectura Petrarce, 1(1981)-41(2021)-.
- Petrarchesca, 1(2013)-11(2023)-, ISSN 2281-5643.
- Quaderni Petrarcheschi, 1(1983)-17/18(2007/08), ISSN 1120-2467.
- Studi Petrarcheschi, 1(1948)-9(1978); n.s., 1(1984)-34(2021)-, ISSN 1128-2045.